# Cosimo de' Medici
Cosimo di Giovanni de' Medici, detto il Vecchio o Pater Patriae (Firenze, 27 settembre 1389 – Careggi, 1º agosto 1464) è stato un politico e banchiere italiano, primo signore de facto di Firenze e primo uomo di Stato di rilievo della famiglia Medici. Pur non avendo mai ricoperto alcuna carica di rilievo nella città (che si mantenne sempre istituzionalmente una Repubblica), egli si poté considerare il massimo uomo di Firenze all'indomani della morte del padre Giovanni (dal quale raccolse l'eredità economica), e in particolare con il ritorno glorioso dall'esilio nel 1434.
Grazie alla sua politica moderata, egli riuscì a conservare il potere per oltre trent'anni fino alla morte, gestendo lo Stato in modo silenzioso attraverso suoi uomini di fiducia e permettendo, in questo modo, il consolidamento della sua famiglia al governo di Firenze. Abile diplomatico, riuscì a capovolgere le alleanze politiche italiane all'indomani della morte di Filippo Maria Visconti, facendo alleare Firenze con l'antica rivale Milano (guidata ora dall'amico Francesco Sforza) contro la Repubblica di Venezia, risolvendo le guerre decennali italiane con la stipulazione della pace di Lodi del 1454.
Amante delle arti, Cosimo investì gran parte del suo enorme patrimonio privato (dovuto all'oculatissima gestione del Banco di famiglia) per abbellire e rendere gloriosa la sua città natale, chiamando artisti e costruendo edifici pubblici e religiosi. Appassionato della cultura umanistica, fondò l'Accademia neoplatonica e favorì l'indirizzo speculativo dell'umanesimo fiorentino del secondo Quattrocento. Per i suoi meriti civili, all'indomani della sua morte la Signoria lo proclamò Pater Patriae, cioè «Padre della Patria». La fama di Cosimo continuò a essere generalmente positiva nel corso dei secoli (eccetto Simondo Sismondi che vedeva in Cosimo il tiranno, soppressore delle antiche libertà repubblicane), in quanto la sua amministrazione della Repubblica gettò le basi per il periodo aureo che toccò il culmine sotto il governo del nipote, Lorenzo il Magnifico.

## Biografia

### Origini familiari e formazione (1389-1410)
Figlio di Giovanni di Bicci e di Piccarda Bueri, Cosimo fu educato presso il circolo umanista del monastero dei Camaldolesi dove, sotto la guida di Roberto de' Rossi, apprese il latino, il greco, l'arabo e nozioni teologico-filosofiche, oltreché artistiche. Sensibile alla nuova cultura, Giovanni permise inoltre che il figlio continuasse a frequentare i circoli umanistici anche dopo la fine del ciclo di studi, entrando in confidenza con Poggio Bracciolini, Carlo Marsuppini e Ambrogio Traversari. Oltre alla formazione umanistica, Cosimo ricevette, secondo la tradizione familiare, nozioni di mercatura e finanza dal padre Giovanni che, nel corso della sua vita, era riuscito a diventare il finanziatore della Chiesa romana e a creare un'immensa fortuna economica, rinforzando di conseguenza la posizione dei Medici a Firenze.

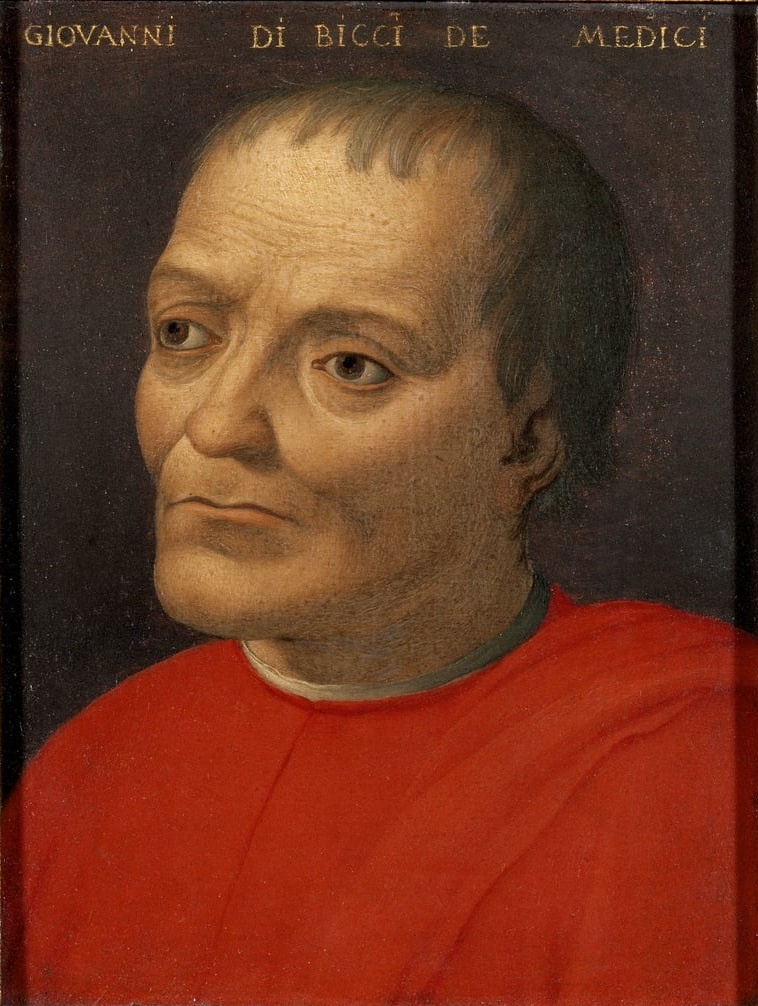
Agnolo Bronzino, Giovanni di Bicci de' Medici, pittura a olio, 1559-1569 circa, Galleria degli Uffizi

#### Giovanni de' Medici e la Curia Pontificia (1410-1420)

##### Concilio di Costanza
Nel 1414 Cosimo, che sarebbe stato nominato priore di Firenze l'anno seguente, accompagnò l'antipapa Giovanni XXIII (al secolo Baldassarre Cossa, esponente della fazione "pisana" durante il Grande scisma d'Occidente) al Concilio di Costanza. Probabilmente Cosimo si trovò in compagnia degli umanisti Poggio Bracciolini e Leonardo Bruni, all'epoca al servizio di Giovanni presso la curia pontificia. Nel marzo 1415, dopo che Giovanni XXIII cadde in disgrazia e fu imprigionato a Heidelberg, Cosimo si allontanò da Costanza, viaggiando prima in Germania e Francia e ritornando a Firenze solo nel 1416, data in cui sposò la giovane Contessina de' Bardi, rampolla di una delle famiglie più antiche e insigni di Firenze. Nel 1417, dopo l'elezione di Martino V, un agente del padre di Cosimo si occupò della liberazione del Cossa, pagandone il riscatto di 30 000 fiorini e ottenendone il rilascio l'anno dopo. Con la morte dell'antipapa, Cosimo e il padre furono nominati esecutori delle volontà testamentarie, curando a Firenze la realizzazione del sepolcro del papa deposto nel Battistero di San Giovanni, opera di Donatello e Michelozzo.

#### Banchieri di Martino V
Nonostante l'amicizia che legava Giovanni con il Cossa, i Medici non persero il favore del nuovo pontefice Martino V, il romano Oddone Colonna eletto papa dal Concilio. Questi, per la restaurazione del dominio temporale pontificio, aveva bisogno di un grande prestito finanziario in quanto vi erano numerosi signorotti che, approfittando della debolezza papale, si erano slegati dalla fedeltà al pontefice. Pertanto si rivolse anche lui ai Medici, i cui interessi economici a Roma si consolidarono notevolmente, con la nomina nel 1420 di Bartolomeo de' Bardi, socio di Giovanni, quale gestore degli affari e dei conti della Curia.

#### Nascita del partito mediceo e fortuna del Banco Medici
Nel 1420 Giovanni de' Medici si ritirò dalla vita economica attiva, lasciando in mano ai figli Lorenzo e Cosimo la gestione del Banco dei Medici. Il vero artefice dell'ulteriore espansione della rete finanziaria medicea fu però Cosimo: questi aprì filiali a Bruges, Parigi, Londra e nel resto delle principali città d'Europa, permettendo di acquisire un patrimonio talmente enorme da poter manipolare, nel silenzio, la vita politica della sua città. Si manifestò, infatti, fin dai primi incarichi politici (missioni diplomatiche a Milano nel 1420; Lucca nel 1423 e Bologna nel 1424), quella proverbiale prudenza di Cosimo che troverà piena realizzazione nel suo governo trentennale. Nonostante ciò, anche in questo decennio Cosimo mostrò notevole tatto politico, cercando di non far pesare eccessivamente la sua ricchezza economica e accontentandosi di poche cariche. In questo periodo entrò a far parte dei Dieci di balia e degli Ufficiali del banco, incaricati della gestione del finanziamento della guerra della Repubblica fiorentina contro la città di Lucca tra il 1429 e il 1433.

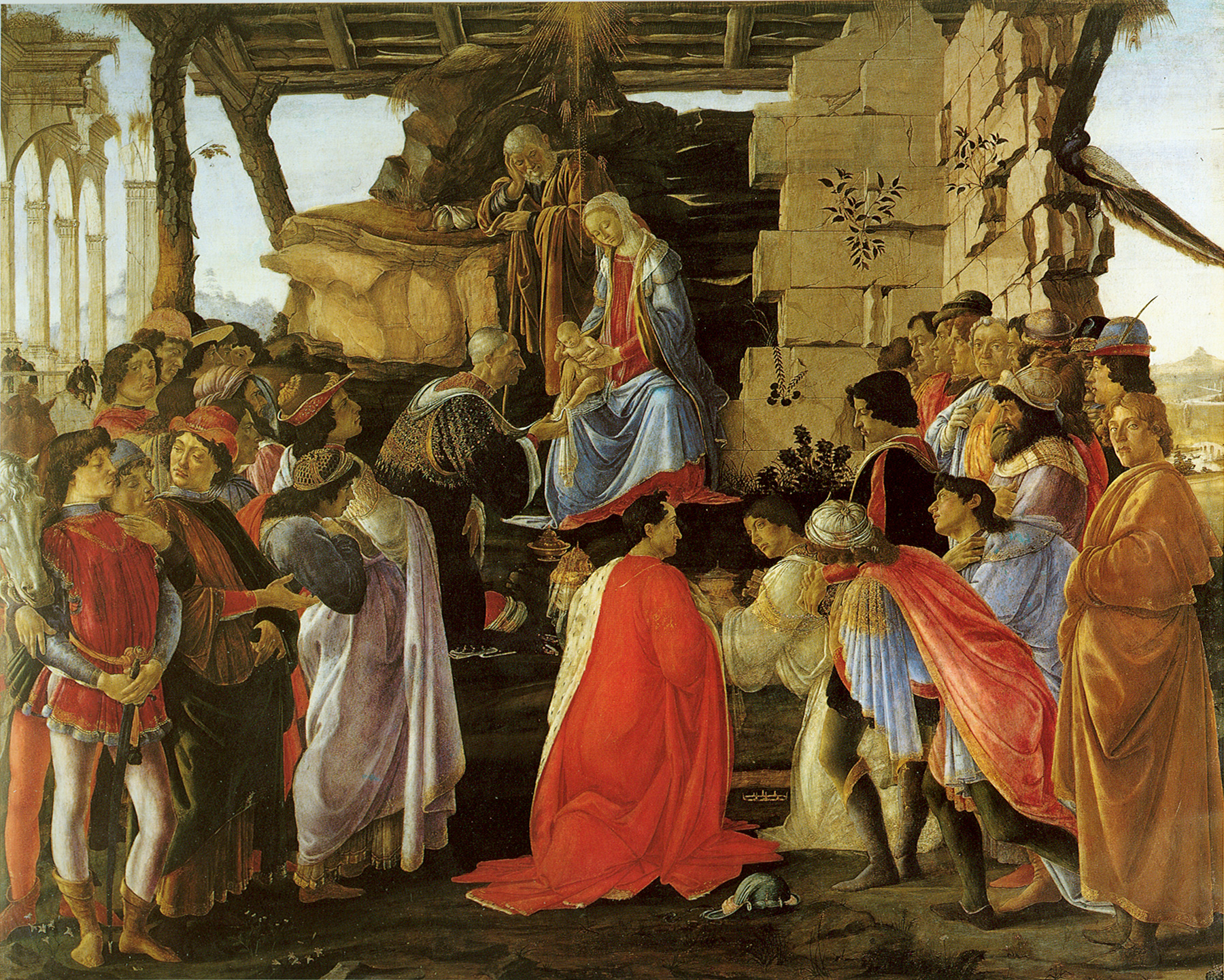
Sandro Botticelli
Adorazione dei Magi, 1475 circa,
Galleria degli Uffizi, Firenze.
Cosimo de' Medici è il personaggio posto al centro della scena, nell'atto di offrire i doni a Gesù bambino.

Cosimo cominciò, quando era ancora in vita il padre, a fondare la propria influenza grazie a una costante opera di egemonizzazione delle cariche pubbliche, attraverso il ricorso spregiudicato a pratiche clientelari e corruzione; ma fu solo dopo la morte di Giovanni, nel 1429, che Cosimo si trovò a essere il capofamiglia e il rappresentante degli interessi medicei in Firenze. Grazie alla ricchezza e al suo prestigio come mecenate Cosimo creò, attraverso anche matrimoni e alleanze di varia natura, un vero e proprio partito politico in grado di formare un'alleanza contro lo strapotere della fazione degli oligarchi guidata dagli Albizzi:
(Hale, p. 20)
Difatti, allearsi con alcune famiglie patrizie (si ricordi il matrimonio del fratello Lorenzo con Ginevra Cavalcanti, quello di Cosimo stesso con Contessina de' Bardi e poi, dei suoi figli Piero con Lucrezia Tornabuoni da un lato, e di Giovanni con Ginevra degli Alessandri dall'altro) era necessario perché i Medici, visti come parvenu dall'aristocrazia fiorentina, avessero quel prestigio necessario volto alla conquista del potere.

#### Esilio da Firenze

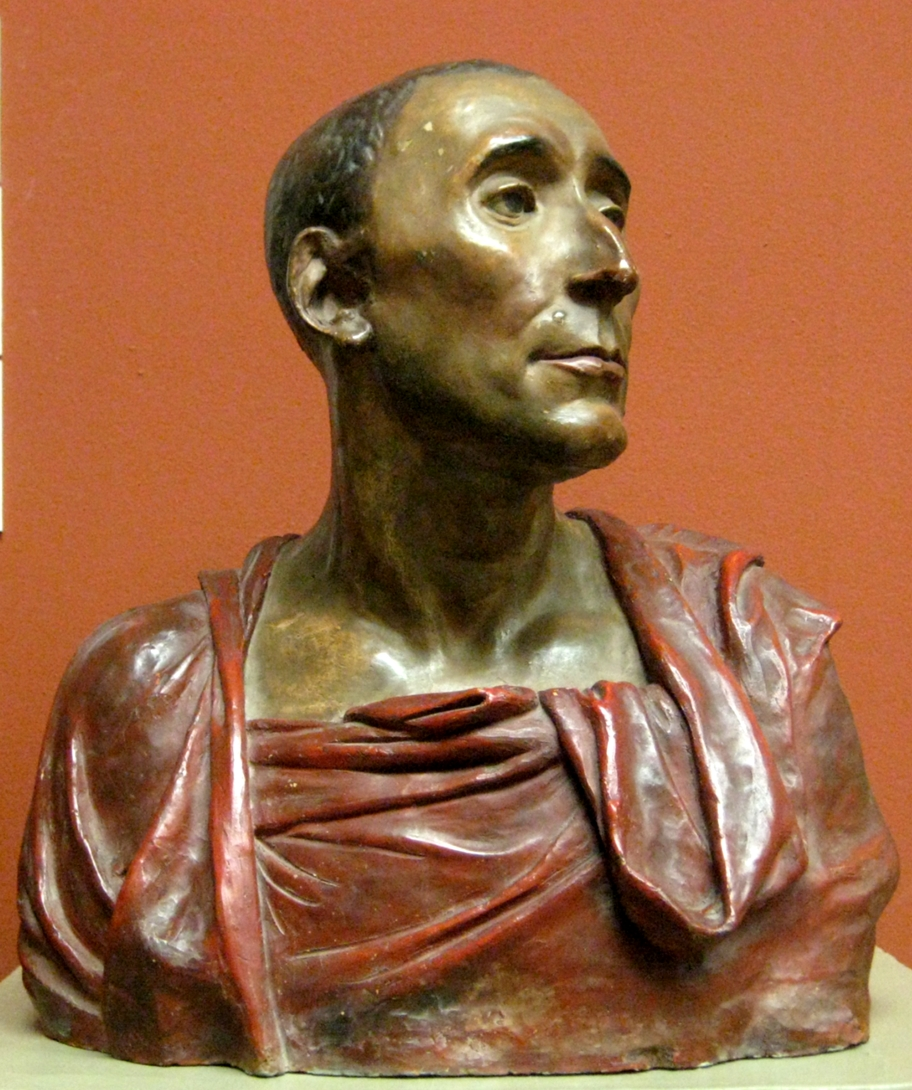
Donatello
Niccolò da Uzzano, calco dall'originale nel Museo nazionale del Bargello, Firenze.
Alleato di Rinaldo degli Albizzi, Niccolò fu anch'egli nemico di Cosimo, senza però condividere l'oltranzismo dell'alleato, che desiderava mandarlo a morte o in esilio.

I nemici di Cosimo, come accennato prima, erano le antiche famiglie magnatizie degli Albizzi e degli Strozzi, a capo della politica fiorentina da oltre cinquant'anni. Queste erano riuscite infatti a prendere il potere a Firenze dal 1382, con la fine dell'esperimento del governo del popolo minuto insediatosi in seguito alla Rivolta dei Ciompi. Tra il 1382 e il 1417, le famiglie aristocratiche furono guidate con autorità da Maso degli Albizzi, il quale rafforzò la sua dittatura interna con la conquista di Pisa del 1406 e la vittoria sulle truppe di Giangaleazzo Visconti. Il prestigio in politica estera acquisito da Maso degli Albizzi cominciò a scemare col figlio Rinaldo, che condivise il potere con altri due grandi magnati: Niccolò da Uzzano e Palla Strozzi. Difatti, le interminabili guerre contro Filippo Maria Visconti duca di Milano non facevano che dissanguare Firenze di denaro e di uomini, rendendo debole la posizione dei magnati e facilitando l'ascesa dei Medici e dei loro alleati. All'alba del 1430, Rinaldo e Palla Strozzi si accorsero della grave minaccia che costituiva Cosimo per il loro dominio e cercarono di intervenire esiliando con qualche pretesto il ricco banchiere, conati falliti a causa dell'opposizione dell'Uzzano. Quando però questi morì nel 1432, l'opposizione all'arresto di Cosimo venne meno e l'Albizzi e lo Strozzi procedettero all'incarcerazione presso il Palazzo dei Priori il 5 settembre 1433, incolpandolo di aspirare alla dittatura. Lo stesso Cosimo raccontò in modo più dettagliato i particolari della sua cattura attraverso i Ricordi da lui scritti:
(Hale, p. 22)
In questo frangente di pericolo per la famiglia Medici, si temette per la vita di Cosimo, tanto che il fratello Lorenzo lo credette ucciso in occasione della cattura. Incarcerato su ordine del gonfaloniere Bernardo Guadagni, Cosimo si rifiutò di mangiare il cibo passatogli dagli aguzzini, in quanto temeva di essere avvelenato. Dopo aver ottenuto che gli fosse portato il cibo da casa, con l'aiuto del guardiano, Federico Malavolti, Cosimo riuscì a corrompere con una grossa somma di denaro il gonfaloniere per il tramite di un suo familiare e a evitare così la condanna a morte. Il governo oligarchico guidato da Rinaldo degli Albizzi, scisso da opinioni diverse e sotto le pressioni di altri Stati italiani favorevoli a Cosimo, decise di commutare la pena in esilio. Scrive il Machiavelli nelle Istorie fiorentine:
(Machiavelli, Istorie fiorentine, IV, 30)

#### Ritorno e trionfo politico

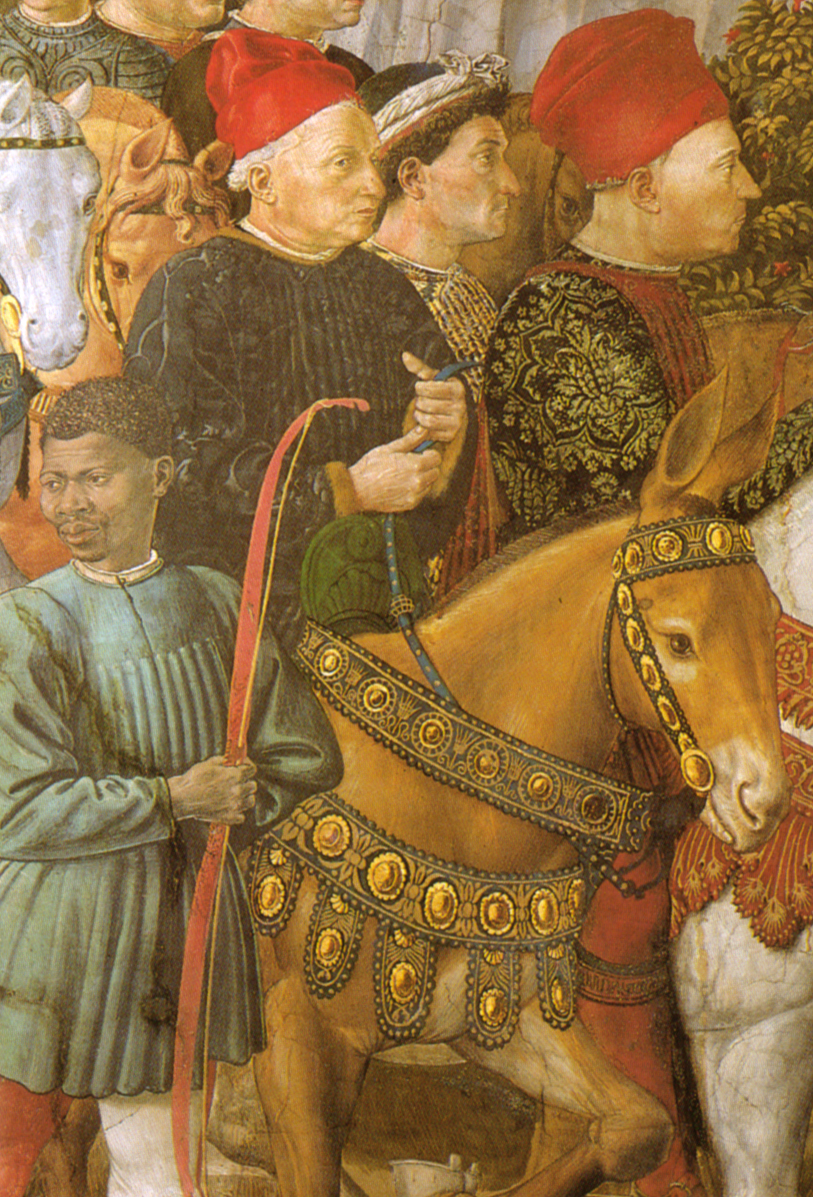
Cosimo il Vecchio sulla mula bruna, dettaglio degli affreschi di Benozzo Gozzoli nella Cappella dei Magi, Palazzo Medici Riccardi, Firenze (al suo fianco il figlio Piero il Gottoso)

Cosimo si trasferì prima a Padova e poi a Venezia, dove si trovava una importante filiale del Banco Mediceo. Ivi trascorse un esilio dorato come un monarca in visita ufficiale, e grazie alle sue potenti amicizie e alle buone riserve di capitali, poté influenzare, seppur da lontano, le decisioni della instabile Signoria oligarchica col fine di preparare il suo rientro. Approfittando della crisi del regime oligarchico, la Repubblica decise, nell'agosto del 1434, di nominare una balìa interamente filo-medicea che, poco dopo il suo insediamento, lo richiamò a Firenze. Paradossalmente il bando dei Medici da Firenze finì per consolidare il potere di Cosimo: l'influenza che Cosimo godeva sia presso le corti straniere, sia all'interno della stessa Firenze a causa delle sue fitte reti clientelari, non fece che indebolire progressivamente Rinaldo degli Albizzi e il governo a lui fedele. L'entrata trionfale di Cosimo il 6 di ottobre, acclamato dal popolo, che preferiva i tolleranti Medici agli oligarchici e aristocratici Albizzi, segnò il primo trionfo della Casata.

### Signoriade facto(1434-1464)

#### Criptosignoria medicea
Dopo aver spedito gli avversari a loro volta in esilio, Cosimo si affermò come arbitro assoluto della politica fiorentina, pur senza coprire direttamente cariche (fu solamente due volte Gonfaloniere di Giustizia). Attraverso il controllo delle elezioni, del sistema tributario e la creazione di nuove magistrature (come il Consiglio dei Cento) assegnate a uomini di stretta fiducia, Cosimo pose le solide basi del potere della famiglia dei Medici, rimanendo comunque formalmente rispettoso delle libertà repubblicane e mantenendo sempre una vita appartata e modesta come se fosse un privato cittadino. Molti storici lo hanno definito un criptosignore, cioè un Signore che, benché non avesse alcun ruolo istituzionale, di fatto controllava lo Stato attraverso i suoi esponenti, adottando in tal modo una politica non troppo dissimile da quella di Augusto nella Repubblica romana. Cosimo infatti teneva le redini dello Stato dal suo Palazzo in Via Larga, dove ormai si recavano gli ambasciatori in visita per trattare degli affari di Stato, dopo un fugace saluto di circostanza ai priori di Palazzo della Signoria, scelti fra i sostenitori dei Medici. Nella gestione del potere, Cosimo si comportò con generosità e moderazione ma, ravvisandone la necessità, seppe anche essere spietato. Quando Bernardo d'Anghiari, accusato di un complotto fu, per ordine dei priori, precipitato da una torre, Cosimo commentò: «Un nemico precipitato giù da una torre non giova a granché, ma neppure può far male» e aggiungendo che «gli stati non si governano coi paternostri». 

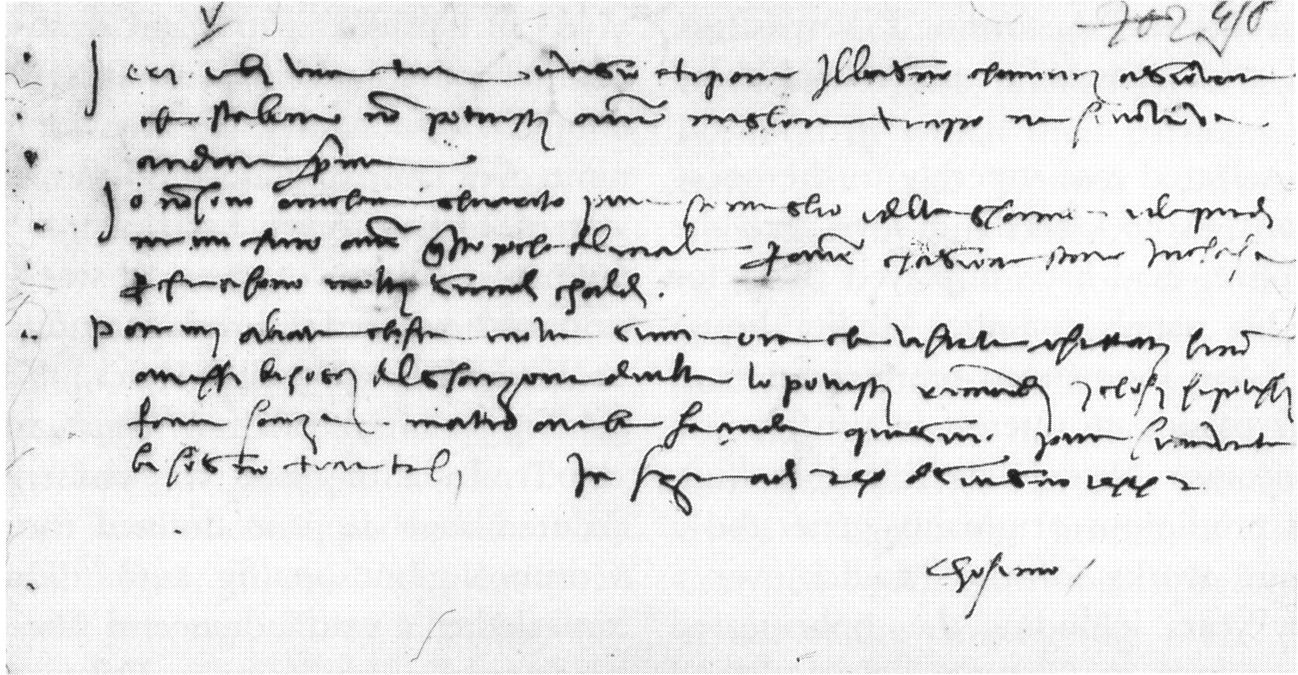
Una lettera di Cosimo de’ Medici per suo figlio Giovanni datata 24 giugno 1442, codice autografo, Archivio di Stato di Firenze, V, 441

#### Riforme istituzionali e basi del sostegno mediceo
Quando Cosimo rientrò a Firenze nel 1434 riuscì, grazie al potere della balìa a lui completamente legata da vincoli economici, a ottenere il controllo degli accoppiatori che, nel sistema delle elezioni dei cittadini alle cariche repubblicane, erano deputati alla loro estrazione e alla votazione da parte della Signoria. La creazione poi del Consiglio dei Cento, organo "mediatore" incaricato di vagliare le leggi prima che passassero nel Consiglio del Popolo, determinò l'ulteriore rafforzamento del ruolo delle balìe filo-medicee in quanto anche lui aveva il compito di nominare i cittadini a precise cariche istituzionali. A incrementare ulteriormente la posizione di prestigio dei Medici, bisogna ricordare anche la politica di promozione sociale di persone provenienti da ceti non abbienti (politica che verrà portata avanti anche sotto il figlio Piero e il nipote Lorenzo il Magnifico) e il mecenatismo nell'edilizia pubblica (si ricordi, per esempio, il sostegno finanziario del Banco Mediceo per la costruzione della cupola della Cattedrale di Santa Maria del Fiore, opera del Brunelleschi).

#### Politica estera

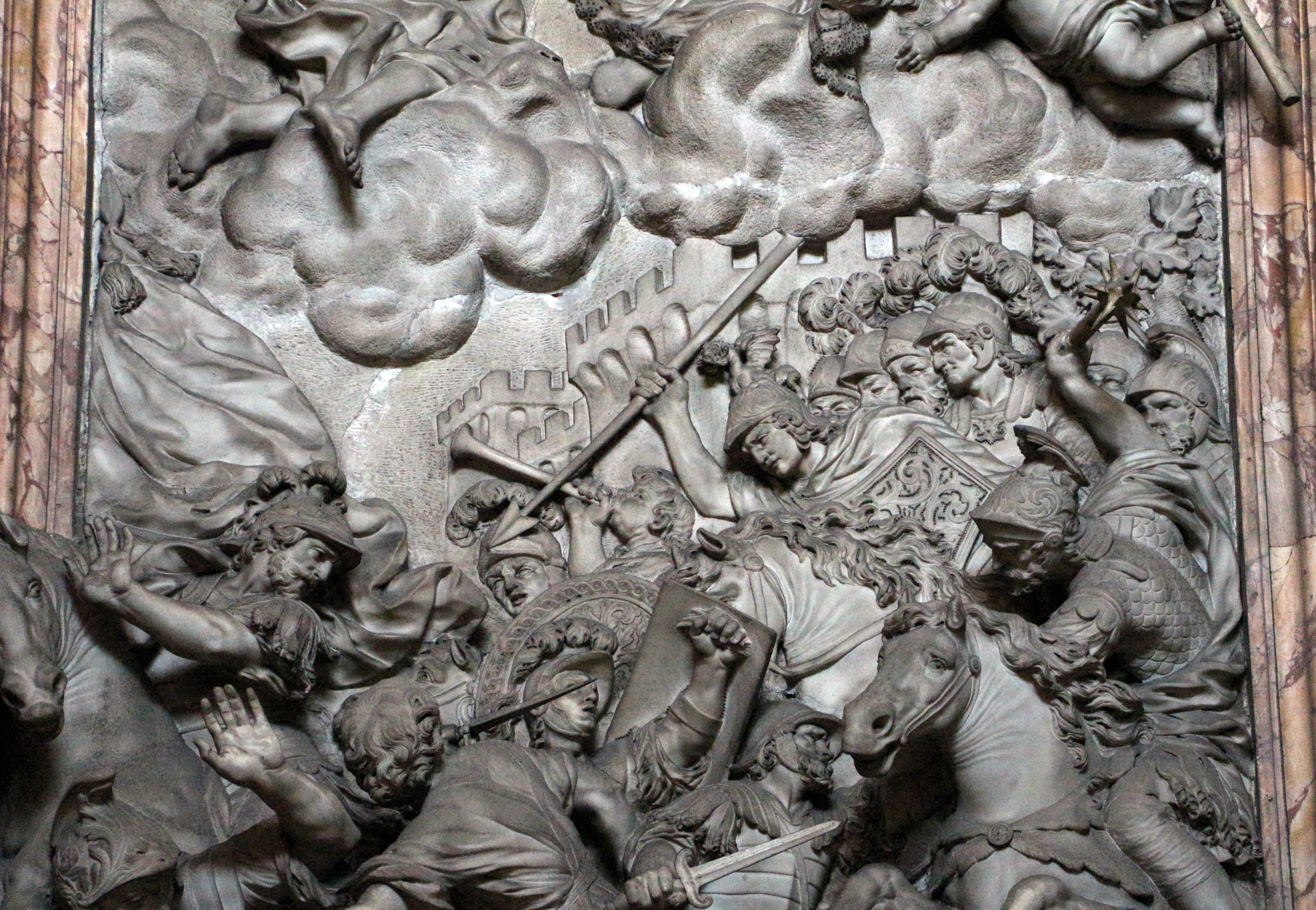
Giovan Battista Foggini, Sant'Andrea Corsini guida i fiorentini nella battaglia di Anghiari, 1685-1687, Cappella Corsini, Basilica di Santa Maria del Carmine, Firenze. La vittoria fiorentina fu decisiva nel fermare l'avanzata delle truppe viscontee contro la città toscana.

##### 1434-1447: politica antiviscontea e battaglia di Anghiari
In politica estera, Cosimo continuò la tradizionale politica d'alleanza con Venezia contro Milano, governata dai Visconti. In quel momento era duca Filippo Maria Visconti (1414-1447) il quale, spinto dalle ambizioni di ricostruire il vasto dominio del padre Gian Galeazzo, ma anche dalle insistenze degli esuli fiorentini ostili a Cosimo, rinnovò la guerra contro Firenze. Il Duca, nel 1435, mandò l'esercito guidato da Niccolò Piccinino in soccorso di Lucca, all'epoca nemica di Firenze. Firenze, estremamente debole dal punto di vista militare, fu salvata grazie all'intervento di Francesco Sforza (all'epoca al soldo dei Veneziani, coalizzati con Firenze contro Milano) nella battaglia di Barga (1437). Fu però nel 1440 che si giunse allo scontro decisivo: l'esercito milanese, guidato sempre dal Piccinino, fu battuto nella battaglia di Anghiari (29 giugno 1440) dall'esercito fiorentino guidato dal cugino di Cosimo, Bernadetto de' Medici, dal filo-mediceo Neri di Gino Capponi e da Micheletto Attendolo. I sette anni successivi videro un progressivo avanzamento della lega veneto-fiorentina: l'indebolimento del Visconti (favorito dall'atteggiamento caparbio di Piccinino) permise a Venezia di assoggettare Ravenna (1441), mentre i Fiorentini ottennero la dedizione della città di Sansepolcro, acquistata per 25 000 fiorini da papa Eugenio IV.
Dal punto di vista strettamente mediceo, estremamente importante fu l'anno 1435, per il fatto che Cosimo ebbe l'opportunità di conoscere personalmente Francesco Sforza, col quale strinse presto legami amichevoli che saranno fondamentali per la svolta delle alleanze in seguito alla morte di Filippo Maria e alla conquista del ducato da parte del capitano di ventura.

##### 1447-1464: rovesciamento delle alleanze e pace di Lodi

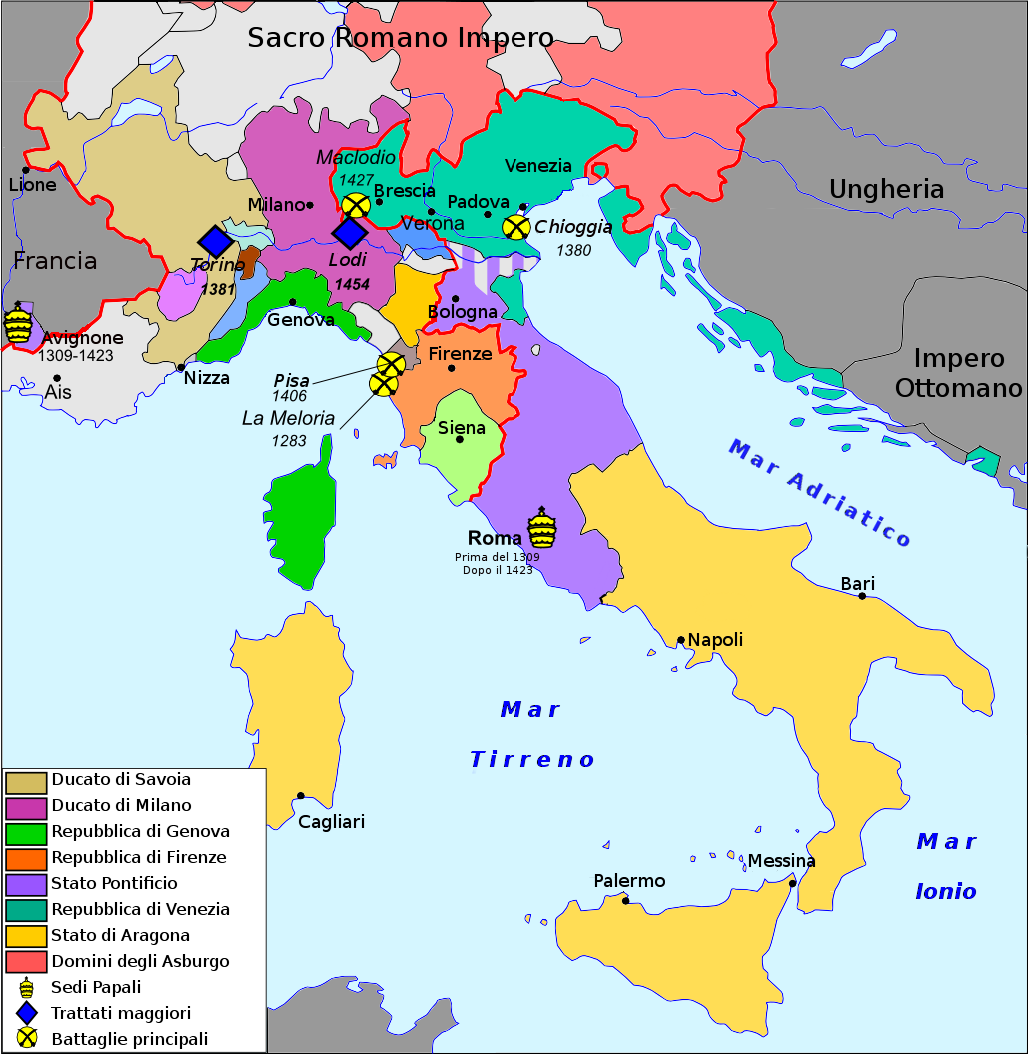
L'Italia all'indomani della firma della pace di Lodi (1454)

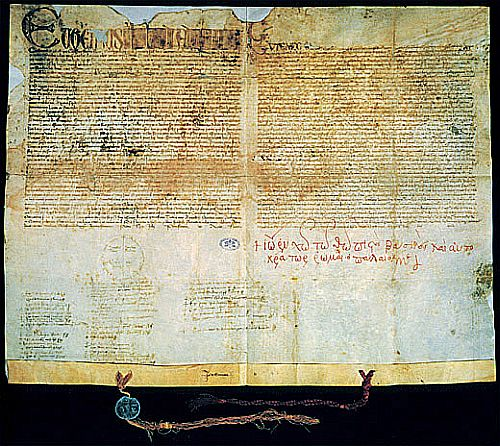
La bolla Laetentur Coeli firmata, al termine delle sessioni conciliari (6 luglio 1439), da papa Eugenio IV e dall'imperatore Giovanni Paleologo. La bolla, scritta sia in latino sia in greco, fu supervisionata dal dotto monaco camaldolese Ambrogio Traversari e dal Bessarione.

Gli anni seguenti alla morte di Filippo Maria (1447-1450) furono decisivi per l'ulteriore rafforzamento di Cosimo all'interno di Firenze. Il Medici, infatti, da un lato entrò in rotta con Venezia per questioni di carattere commerciale e finanziario e, dall'altro, aveva la necessità di un potente alleato che venisse in soccorso della famiglia Medici qualora fosse stata in pericolo. Inoltre, Cosimo temeva che un'eventuale vittoria della Serenissima rafforzasse ulteriormente il suo potere militare a discapito dell'indebolito Ducato di Milano, determinando una rottura della politica dell'equilibrio e la cessazione dell'attività del Banco dei Medici in terra meneghina. La vittoria di Francesco Sforza e la sua proclamazione a duca di Milano (ottenuta grazie a numerose sovvenzioni economiche da parte di Cosimo) permise al capofamiglia mediceo di ottenere un importante alleato, anche se dovette lottare per far accettare l'alleanza con l'odiata Milano. Se il cambio d'alleanza fu inizialmente dettato principalmente per l'interesse della fazione medicea, l'opinione pubblica fiorentina si rivolse unanime contro Venezia allorché questa, irritata per i dissidi con Firenze, s'alleò con Ludovico di Savoia, con Alfonso d'Aragona re di Napoli e la Repubblica di Siena. L'alleanza di Venezia con quest'ultima, acerrima nemica di Firenze per il predominio in Toscana, suscitò un'ondata di sdegno nella Signoria, spingendo definitivamente la politica estera fiorentina in direzione sforzesca. La guerra che Venezia portò contro lo Sforza si protrasse stancamente fino al 1454, allorché fu stipulata la pace di Lodi grazie alla mediazione di Cosimo de' Medici e di papa Niccolò V, quest'ultimo intimorito per la caduta di Costantinopoli in mano a Maometto II dell'anno precedente.

#### Concilio di Firenze
Estremamente importante per il rafforzamento del prestigio di Cosimo all'interno e all'esterno di Firenze fu il Concilio Ecumenico che si tenne a Firenze nel 1439. In quell'anno, grazie a cospicue elargizioni in denaro, Cosimo riuscì a convincere papa Eugenio IV (già residente a Firenze dal 1434 a causa di una sommossa capeggiata dai Colonna a Roma) a spostare il Concilio da Ferrara a Firenze, nel quale si stava discutendo l'unione tra Chiesa latina e Chiesa bizantina. La presenza di delegati ecclesiastici cattolici e ortodossi nella città toscana non era soltanto fonte di prestigio per la piccola Repubblica e, di conseguenza, per Cosimo, ma anche per la stessa economia: la presenza di un evento di importanza mondiale rivolse gli sguardi dei sovrani italiani ed europei su Firenze, oltreché degli stessi mercanti attirati da quell'ambiente cosmopolita.
L'arrivo dei delegati bizantini a Firenze, tra cui l'Imperatore Giovanni VIII Paleologo e il Patriarca di Costantinopoli Giuseppe, con tutta una corte di colorati e bizzarri personaggi dall'Oriente, stimolò incredibilmente la fantasia della gente comune e ancora di più degli artisti fiorentini (in special modo Benozzo Gozzoli con il ciclo d'affreschi nella Cappella dei Magi), tanto che da allora si iniziò a parlare di Firenze come della "nuova Atene". A questa pletora di letterati e prelati orientali, detentori dell'antica cultura ellenica, corrispose una straordinaria fioritura di studi della filosofia platonica e della letteratura greca, avvenuta grazie alla costante presenza da allora di maestri originari di Costantinopoli (tra i quali spiccano per importanza Giorgio Gemisto Pletone e il futuro cardinal Bessarione) e alla raccolta di codici greci nella biblioteca personale di Cosimo a Palazzo Medici.

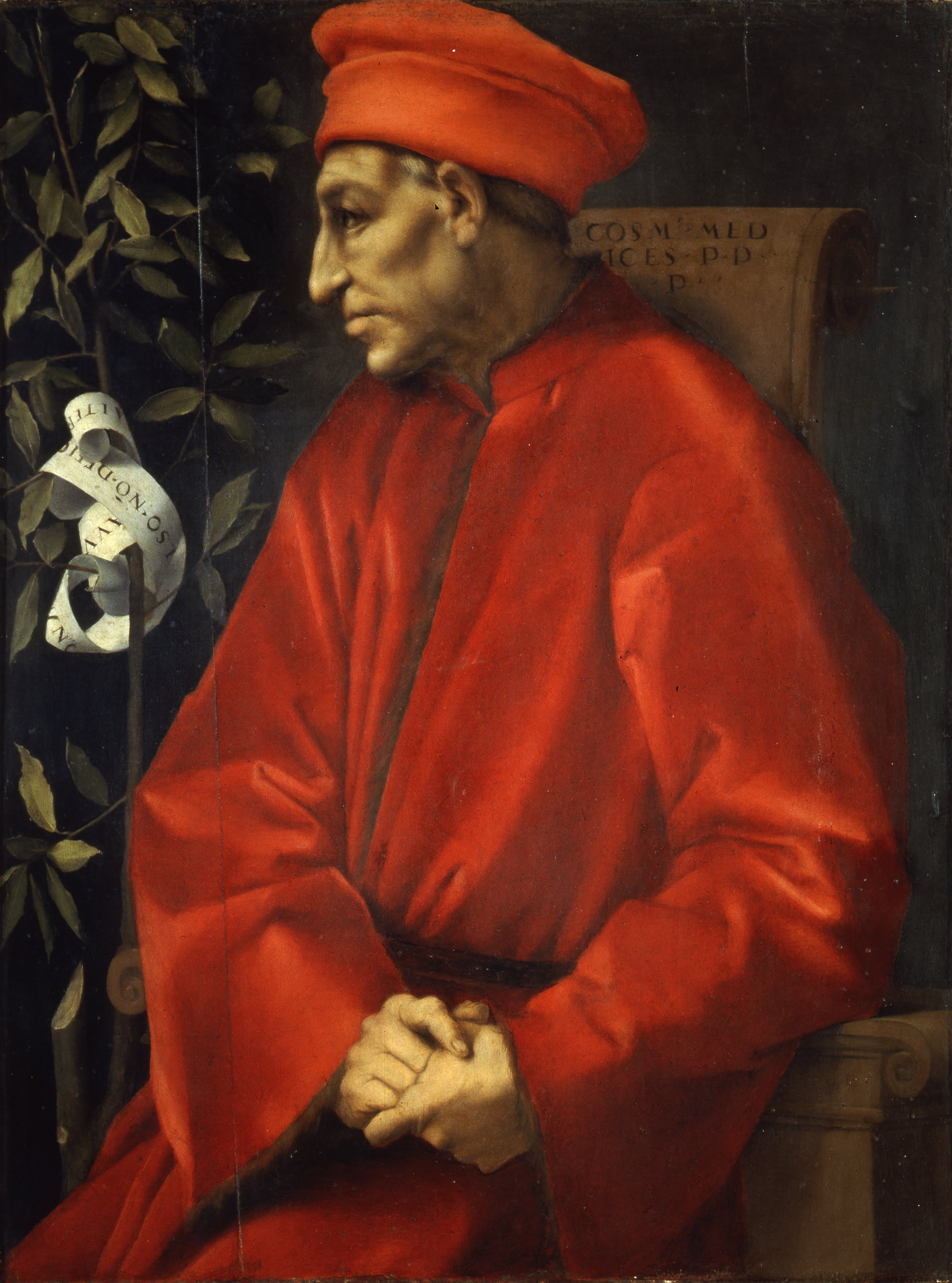
Pontormo. Ritratto di Cosimo il Vecchio, olio su tela, 1518-1520 circa, Galleria degli Uffizi

### Ultimi anni

#### Anni '50
Al momento della stipulazione della pace di Lodi (1454), Cosimo aveva sessantaquattro anni. Afflitto dalla gotta e avanzato ormai nell'età, il vecchio statista cominciò gradualmente a ridurre i suoi interventi nella politica interna e nella gestione degli affari economici del Banco. Nonostante questo progressivo defilarsi dalla scena pubblica, Cosimo continuò comunque a seguire le vicende della propria famiglia. Benché avesse lasciato la direzione del Banco al secondogenito Giovanni e ai figli del deceduto fratello Lorenzo nel 1453, il primogenito Piero lo descrisse ancora pochi mesi prima di morire come un "bene avventurato mercatante". Nella sfera propriamente politica, Cosimo lasciò le principali incombenze nelle mani di Luca Pitti, il cui governo si dimostrò però estremamente impopolare nella risoluzione del dissesto economico della Repubblica dopo anni di guerra, stato che provocò agitazioni e la congiura (fallita) di Piero Ricci nel settembre del 1457. Tra le ultime iniziative politiche compiute da Cosimo vi fu la nomina di Poggio Bracciolini a Cancelliere della Repubblica (1454-1459), dopo che l'umanista fu costretto ad allontanarsi da Roma in seguito a degli screzi col giovane Lorenzo Valla.

#### Lutti familiari e morte

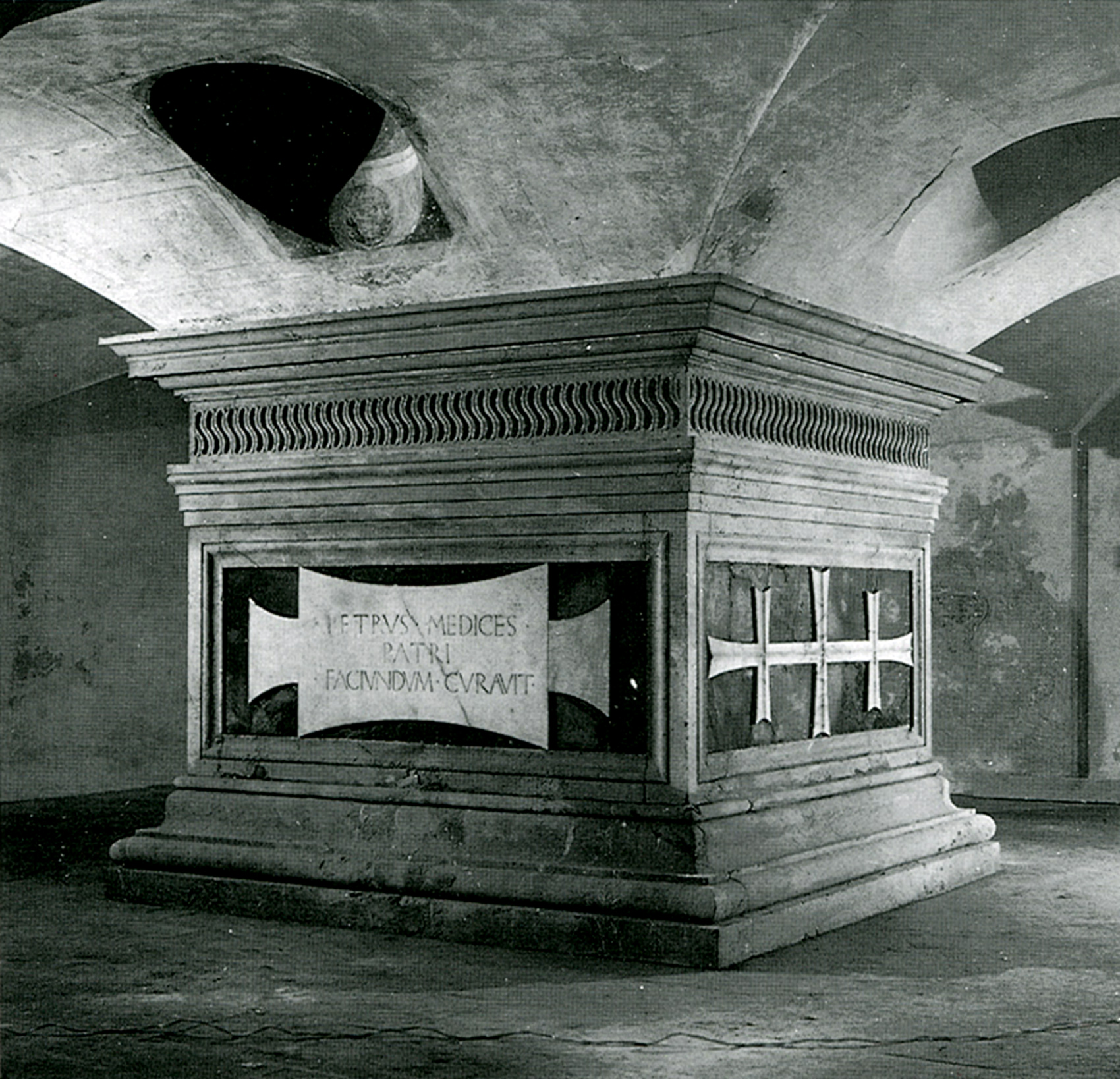
La tomba di Cosimo il Vecchio, posta nella cripta della basilica di San Lorenzo, Firenze. Si può notare l'epigrafe che il figlio Piero scrisse per il padre, la cui traduzione risuona: «Piero de' Medici si curò di fare per il padre».

Cosimo, ai primi degli anni '60, aveva raggiunto la ragguardevole età di settant'anni. Poco prima di morire, Cosimo ebbe il dolore di veder morire il prediletto figlio Giovanni, nel 1463. Nonostante gli avesse dato parecchio dispiacere per la condotta di vita, Cosimo pianse amaramente il figlio scomparso: da un lato perché Cosimo riponeva in lui tutte le speranze per la successione, visto il pessimo stato di salute in cui versava il primogenito Piero, continuamente afflitto dalla gotta; dall'altro, per la popolarità di cui Giovanni godeva in città.
Entrato in una fase depressiva, Cosimo preparò la sua successione affiancando al malato figlio Piero alcuni suoi stretti collaboratori, quali Diotisalvi Neroni. Unica gioia negli ultimi anni di vita fu la presenza del giovanissimo nipote Lorenzo, del quale ammirava l'intelligenza e lo spirito: nonostante avesse soltanto quindici anni alla morte del nonno, Lorenzo era molto più maturo della sua età, cosa che spinse Cosimo, sul letto di morte, a raccomandare a Piero di dare a Lorenzo e al fratello di lui Giuliano la migliore istruzione in campo politico. La morte colse Cosimo il 1º agosto del 1464 nell'amata villa di Careggi, ove il vecchio statista amava trascorrere periodi di riposo in compagnia di Marsilio Ficino e dei membri dell'Accademia neoplatonica.

#### Funerali e CosimoPater Patriae
La morte di Cosimo de' Medici fu accolta con lutto e costernazione all'interno sia di Firenze, sia negli altri potentati della Penisola. La Signoria, in segno di riconoscenza, desiderava che Cosimo ricevesse un solenne funerale, come se fosse morto un capo di Stato. Il figlio Piero, però, volle che fossero rispettate le volontà paterne e che fosse sepolto come un cittadino privato. Nonostante ciò, il nuovo capofamiglia dei Medici non poté rifiutare l'onore che la Signoria e il popolo decisero di tributare a Cosimo scrivendo, nel 1465, l'iscrizione Pater patriæ sulla lastra della sua tomba realizzata dal Verrocchio, lastra posta all'incrocio della navata centrale col transetto posto dinnanzi all'altare della Basilica di San Lorenzo, in un luogo che nelle basiliche cristiane era di solito riservato alle reliquie dei santi ai quali era dedicata la chiesa. La tomba si trova però nella cripta della Basilica.

## Politica culturale

### Premesse
Anche il mecenatismo fu un'arma nelle mani di Cosimo, intesa come fine investimento propagandistico. Proteggendo gli artisti, finanziando i letterati e patrocinando la costruzione di edifici pubblici, ne decretò la consacrazione a Pater patriæ con cui verrà conosciuto presso i posteri. La sua straordinaria saggezza fu quella di non far dissociare mai il suo nome da quello di Firenze, permettendo così di mostrarsi ai suoi concittadini come un benefattore della cittadinanza, piuttosto che come un oligarca altezzoso. Inoltre, Cosimo si interessò anche del restauro di edifici esterni a Firenze, talvolta distanti dal capoluogo toscano migliaia di chilometri: il Collegio degli Italiani di Parigi, andato distrutto; e l'Ospizio dei Pellegrini di Gerusalemme.

### Opere pubbliche

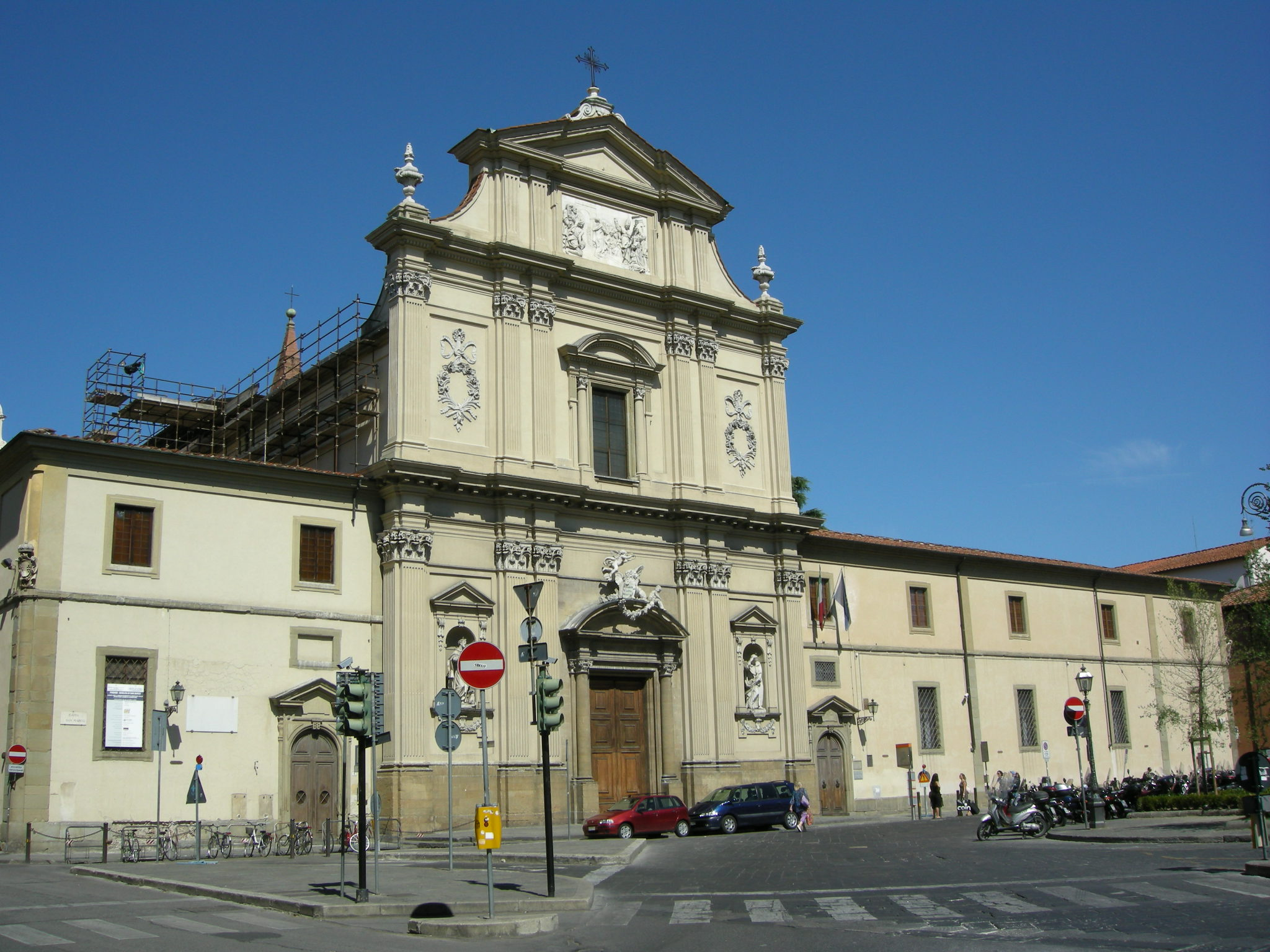
La basilica di San Marco a Firenze, annessa all'antico convento domenicano

#### Convento di San Marco
Cosimo, sul versante delle opere destinate al culto, fece ricostruire il convento di San Marco a metà degli anni '30, incaricando del progetto il favorito Michelozzo, mentre commissionò al conventuale Beato Angelico la decorazione delle celle claustrali, una delle quali fu destinata a suo uso qualora avesse avuto bisogno di meditare. In cambio dei 10 000 fiorini spesi per il restauro e per ogni oggetto (sacro o profano) necessario ai monaci, Cosimo convinse papa Eugenio IV a introdurre in quel monastero i frati domenicani, scacciando invece i monaci silvestrini accusati di lassismo morale. Cosimo, erede della libreria dell'umanista Niccolò Niccoli, la trasportò nel convento di San Marco rendendo accessibile a chiunque la loro consultazione.

#### Basilica di San Lorenzo
Cosimo inoltre portò avanti i lavori a San Lorenzo, iniziatisi nel 1419 dal padre e progettati da Filippo Brunelleschi. Subito dopo la morte di Giovanni, nel 1429, assieme al fratello Lorenzo, incaricò Donatello del completamento e della decorazione della Sagrestia Vecchia (1428), assumendo con la morte di questi l'intero rifacimento della chiesa dedicata col nome del fratello defunto.

#### Badia Fiesolana

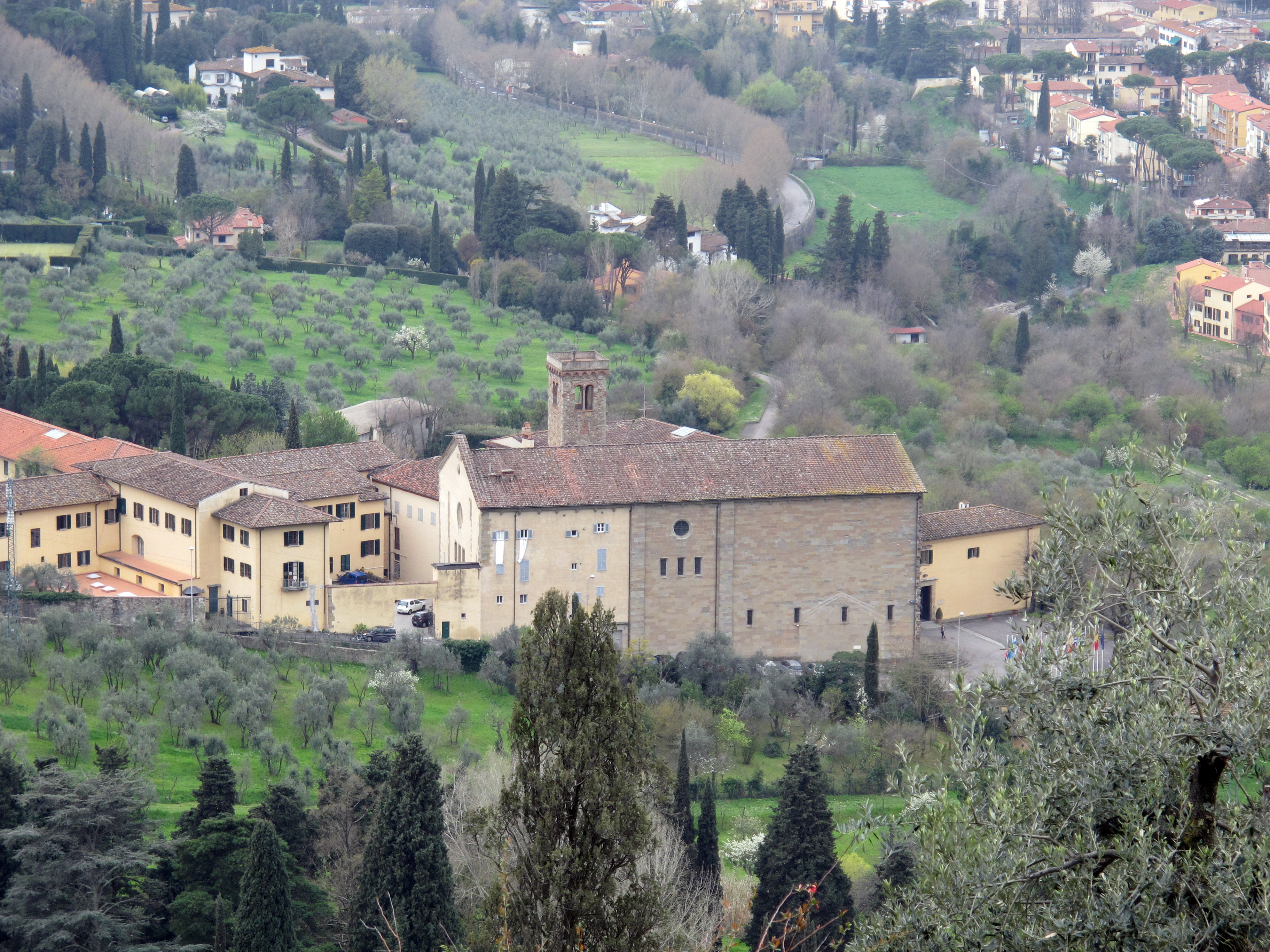
Veduta della Badia Fiesolana

Antichissima chiesa risalente all'XI secolo, successivamente distrutta in seguito alla sottomissione di Fiesole da parte di Firenze e poi ricostruita nel XV secolo, la Badia Fiesolana passò in mano prima dei camaldolesi, poi dei benedettini e infine degli agostiniani dopo il 1439. Fu proprio nel XV secolo che l'edificio e la comunità religiosa in generale conobbero il periodo di massimo splendore, grazie al mecenatismo di Cosimo de' Medici. Questi, nel 1456, incaricò Michelozzo e Filippo Brunelleschi di ristrutturare la chiesa e di abbellirla, oltre a dotare la comunità monastica di vari servizi all'avanguardia quali l'infermeria, e altri più ordinari quali invece il refettorio, varie sale per le riunioni dell'Ordine e, infine, una ricca biblioteca a usufrutto dei monaci.

#### Fondazione della Biblioteca Laurenziana

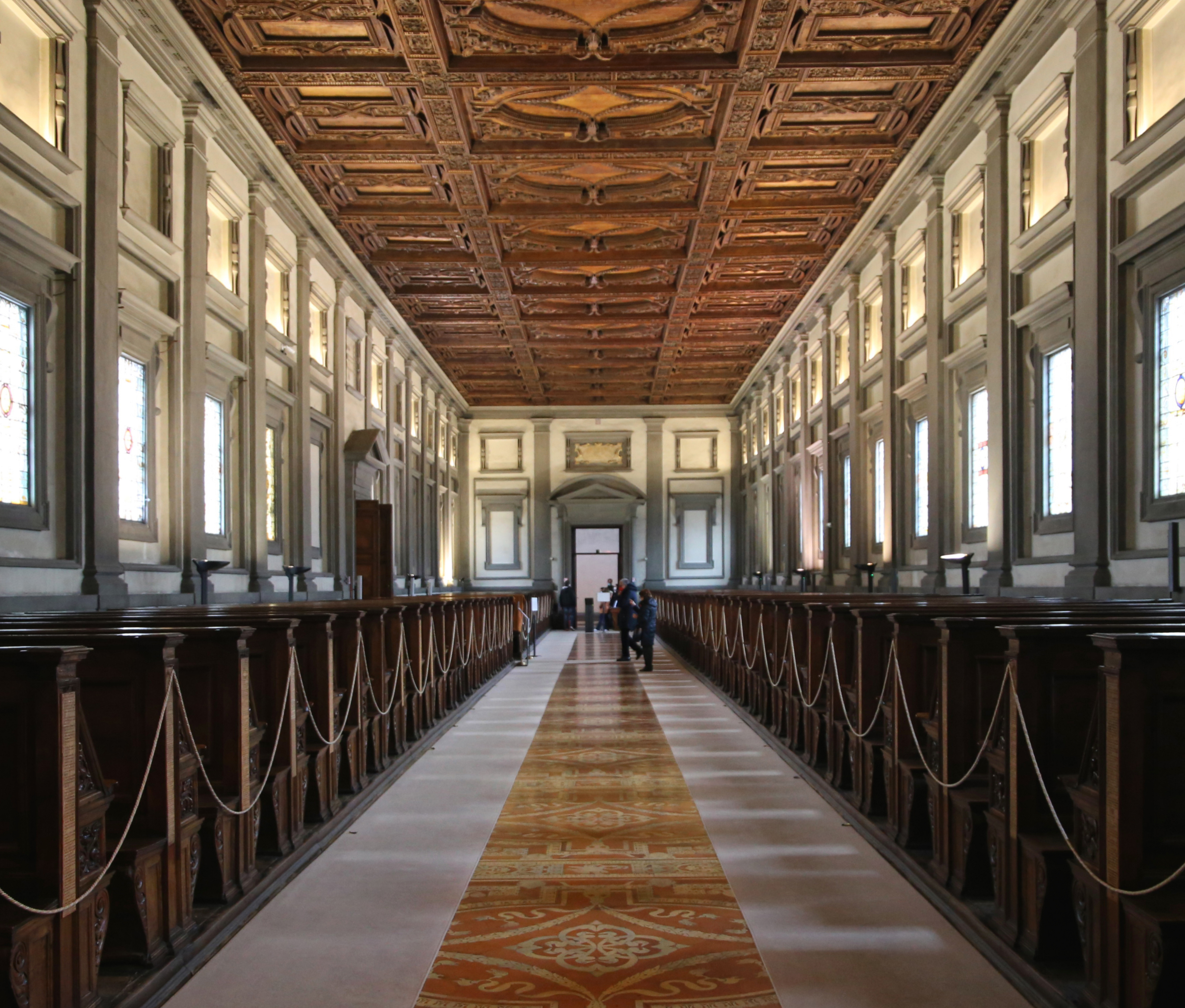
Firenze, Biblioteca Laurenziana, sala lettura

Nel 1444, Cosimo decise di rendere pubblico l'accesso della sua immensa biblioteca. Vespasiano da Bisticci, curatore della Biblioteca Medicea (poi soprannominata Laurenziana in quanto collegata colla Basilica di San Lorenzo), ci descrisse molto dettagliatamente non soltanto l'imponente numero dei manoscritti ivi custoditi (più di duecento), ma anche la cura e la sollecitudine con cui il Medici volle che fosse completata e arricchita il prima possibile. I volumi conservati spaziano dai Padri della Chiesa (Origene, san Girolamo, san Gregorio di Nazianzo, Lattanzio, san Gregorio Magno, san Tommaso d'Aquino e san Bonaventura da Bagnoregio, per esempio) ai filosofi e scrittori dell'antica Grecia e Roma (Aristotele, Tito Livio, Cesare, Svetonio, Plutarco, Valerio Massimo, Virgilio, Terenzio, Ovidio, Seneca, Plauto e Prisciano, sempre per citarne alcuni).

### Mecenatismo privato
Oltre alla costruzione di conventi e al patrocinio della cultura a favore del popolo fiorentino e della chiesa locale, Cosimo si dedicò anche alla realizzazione di ville e palazzi a uso personale, chiamandovi artisti di grido quali: Donatello, autore del celebre David realizzato su commissione di Cosimo; Filippo Lippi, Paolo Uccello, Luca della Robbia, Lorenzo Ghiberti, Desiderio da Settignano, Andrea del Castagno e il già più volte citato Michelozzo.

#### Palazzo di Via Larga e Cappella dei Magi

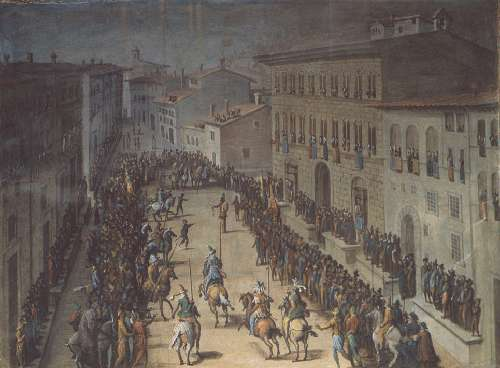
Giovanni Stradano, Giostra del Saracino in via Larga, affresco, 1561, Palazzo Vecchio (sala di Gualdrada), Firenze. Il secondo palazzo sulla destra è l'attuale Palazzo Medici-Riccardi.

Non appena divenne il capofamiglia, Cosimo decise di costruire un palazzo in Via Larga, l'attuale Via Cavour, i cui lavori durarono circa dieci anni. Inizialmente, interpellò come architetto il Brunelleschi ma, visto il progetto sontuoso che l'artista gli presentò, Cosimo preferì chiamare al suo servizio Michelozzo, che invece gli presentò un disegno molto più modesto: era necessario, infatti, non suscitare l'invidia dei nemici politici di Cosimo. La decisione è sintetizzata con queste parole da Pierluigi De Vecchi ed Edda Cerchiari:
(De Vecchi-Cerchiari, p. 127.)
Vent'anni dopo la conclusione del Concilio, Cosimo pensò di eternare quell'evento (cui contribuirono economicamente i Medici) commissionando, nel 1459, a Benozzo Gozzoli la decorazione della cappella privata all'interno del Palazzo Medici, con la raffigurazione della processione dei Magi, metafora del percorso mondano e spirituale della famiglia e del partito mediceo all'insegna della devozione.

#### Ville medicee

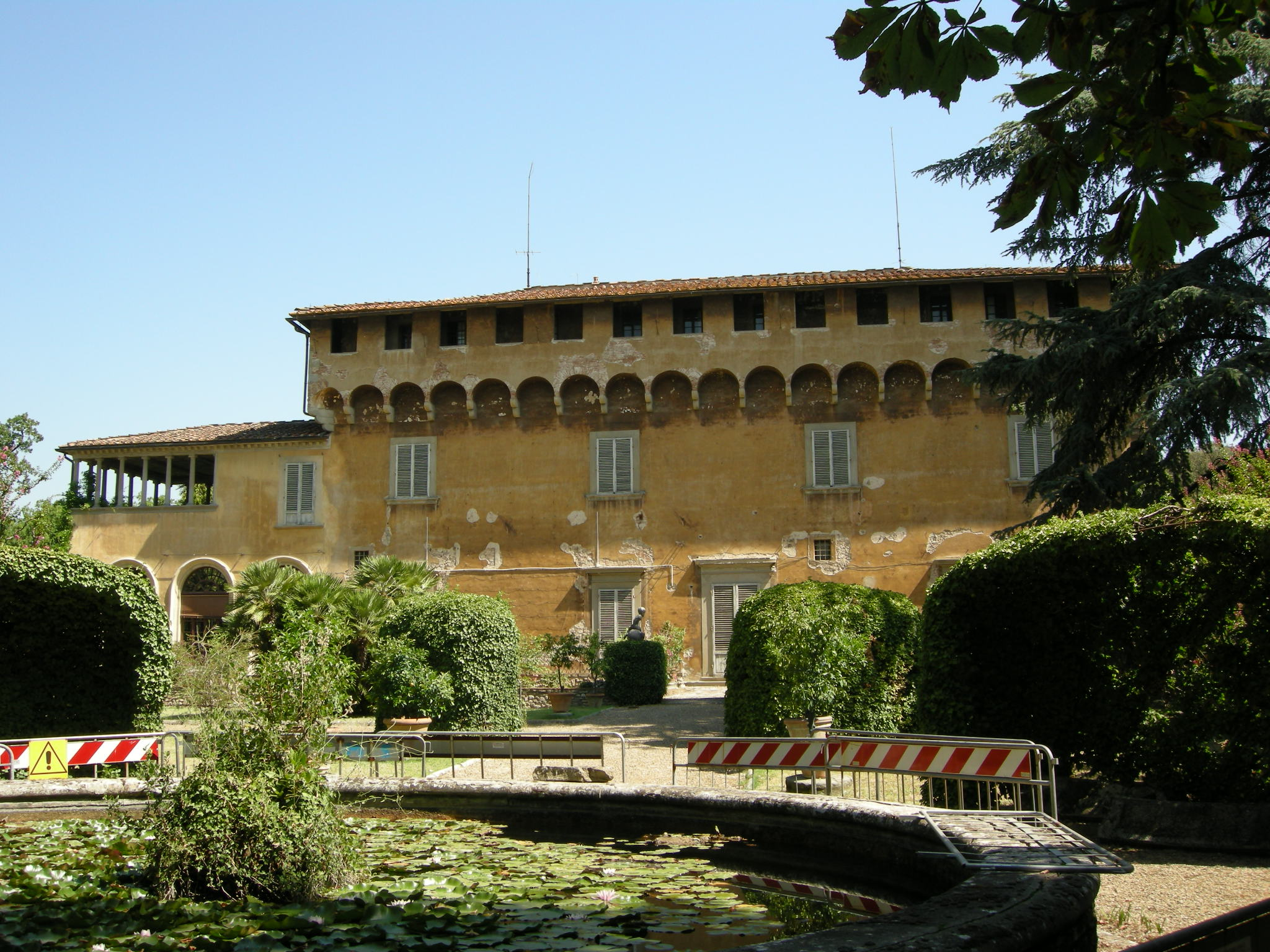
La Villa di Careggi, costruita da Michelozzo, vide Cosimo trascorrervi buona parte del suo tempo, oltre ad assistere alle riunioni dei neoplatonici fiorentini

Amante della vita di campagna, Cosimo diede inizio all'edificazione di alcune delle ville medicee, dove poter riposarsi dalla cura del governo e degli affari. Nel Mugello, per esempio, fece ristrutturare da Michelozzo le ville di famiglia del Trebbio e di Cafaggiolo. A Careggi fece pure costruire la villa dove si svolse gran parte della sua vita familiare.

### Umanesimo mediceo

#### Premesse
Se oggi possiamo ammirare i grandi capolavori del Rinascimento, fu grazie al rinnovamento culturale perpetrato da Francesco Petrarca e favorito poi dai regimi rinascimentali nel corso del XV secolo. Infatti, l'umanesimo non fu soltanto un fenomeno importante dal punto di vista strettamente culturale (riscoperta dei classici, sviluppo della scienza filologica, rivoluzione filosofica in base all'antropocentrismo), ma anche sul piano politico-pedagogico: i valori etici dell'antichità e la versatilità dell'ingegno che l'umanesimo favoriva era un ottimo mezzo per la formazione di un'eccellente classe dirigente al servizio dei principi. Inoltre, la promozione delle arti e del pensiero da parte di una determinata dinastia era un potente strumento di promozione della propria immagine: Cosimo de Medici ne fu uno dei primi (se non il più grande) sostenitore.

#### Umanesimo elitario

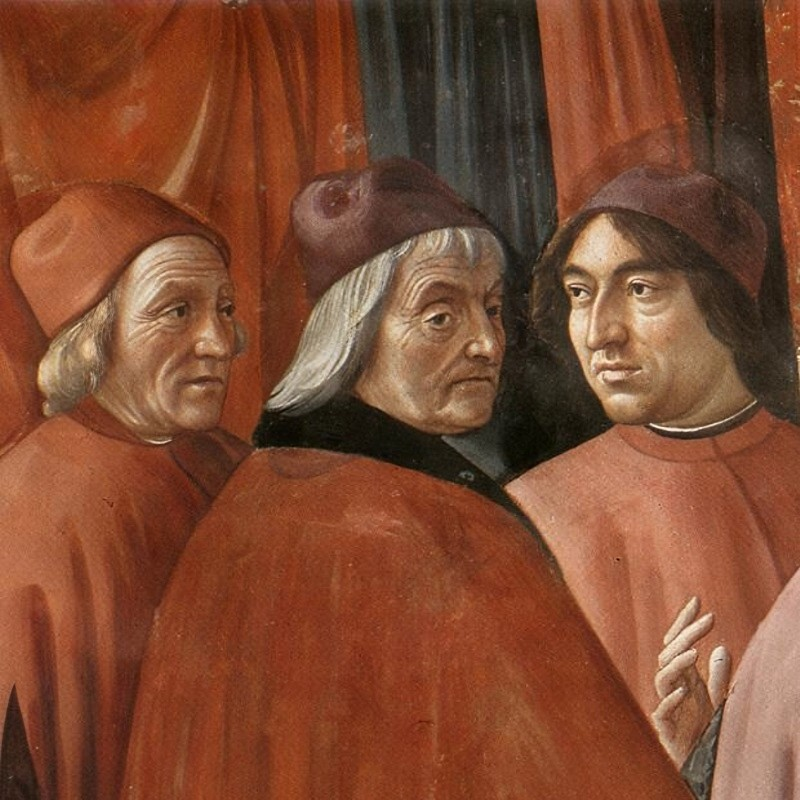
Domenico Ghirlandaio (da sinistra a destra) Marsilio Ficino, Cristoforo Landino e Agnolo Poliziano, particolare tratto dall'Annuncio dell'angelo a Zaccaria, affresco, 1486-1490, Basilica di Santa Maria Novella, Firenze

La politica culturale di Cosimo fu improntata, come già ricordato prima, alla promozione dell'immagine della sua casata e di Firenze stessa. Aiutato da intellettuali di primo calibro come il vecchio Niccolò Niccoli, il già citato Marsuppini (che succedette a Leonardo Bruni come Cancelliere della Repubblica) e da Vespasiano da Bisticci, Cosimo promosse un umanesimo profondamente distante da quello della prima metà del '400 fiorentino: non più civile e omaggiante nei confronti delle tre corone volgari (Dante Alighieri, Francesco Petrarca e Giovanni Boccaccio), ma totalmente classicheggiante e impregnato di una profonda vocazione filosofica. Per questi motivi, infatti, Cosimo e il suo entourage si scontrarono con gli umanisti Leon Battista Alberti e Francesco Filelfo: il primo, "reo" di aver patrocinato il certame coronario sulla poesia lirica volgare nel 1441, fu costretto a lasciare Firenze; il secondo, per aver letto Dante nello Studium nell'anno accademico 1431-32, fu l'oggetto di feroci invettive da parte di Niccolò Niccoli e di Carlo Marsuppini. Per comprendere le motivazioni di tale attenzione nei confronti della politica verso la realtà culturale dell'epoca, bisogna ricondursi alla dimensione "propagandistica" che la seconda serviva alla prima, come esposto chiaramente da Paolo Viti:
(Viti)

#### Neoplatonismo fiorentino
L'incontro con i due dotti neoplatonici bizantini Pletone e Bessarione al Concilio del 1439 diede a Cosimo l'idea di creare in Firenze un fulcro per la diffusione delle teorie di Platone in terra italiana, aumentando così il prestigio culturale e politico della città. Fortemente attratto dalla somiglianza tra platonismo e cristianesimo, Cosimo e i membri dell'Accademia (tra cui spiccavano Marsilio Ficino e Cristoforo Landino) intesero promuovere questa visione religiosa. Nicola Abbagnano riassume così la weltanschauung neoplatonica fiorentina:
(Abbagnano, pp. 66-67)
L'intellettuale di maggior spicco del suo entourage che lo aiutò in questo progetto fu Marsilio Ficino, figlio del primo medico di famiglia dei Medici al quale Cosimo rimase legato da profondi vincoli d'amicizia. Grazie alla competenza e all'erudizione di Ficino, Cosimo fondò l'Accademia neoplatonica, luogo ideale per il ritrovo degli umanisti ove potevano scambiarsi le varie teorie filosofiche, dando in tal modo una svolta radicale all'umanesimo fiorentino: dagli interessi "concreti" e pratici propri dell'umanesimo civile della prima metà del secolo, si passò a un'attività speculativa e contemplativa, sintomo della fine delle libertà civili e del dominio mediceo.

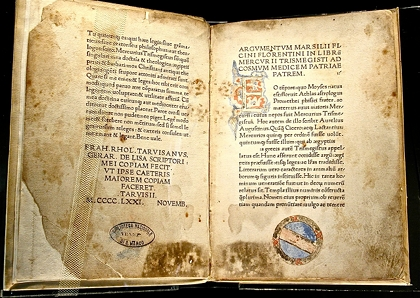
La traduzione latina del Corpus Hermeticum, curata da Marsilio Ficino e stampata nel 1471

A favorire la diffusione della filosofia platonica fu però anche la scoperta del Corpus Hermeticum per opera del suo scrittore privato, il monaco Leonardo da Pistoia. Questi fu incaricato da Cosimo di reperire per suo conto antichi manoscritti in lingua greca e latina nei territori dell'ormai scomparso Impero bizantino. Nel 1460, durante un viaggio in Macedonia, il monaco scoprì i quattordici libri del testo greco di Ermete Trismegisto: si trattava della copia originale appartenuta a Michele Psello, risalente all'XI secolo. Ritornato a Firenze, Leonardo da Pistoia consegnò il testo a Cosimo de' Medici che non più tardi del 1463 incaricò Marsilio Ficino di tradurre dal greco al latino.

## Attività bancaria

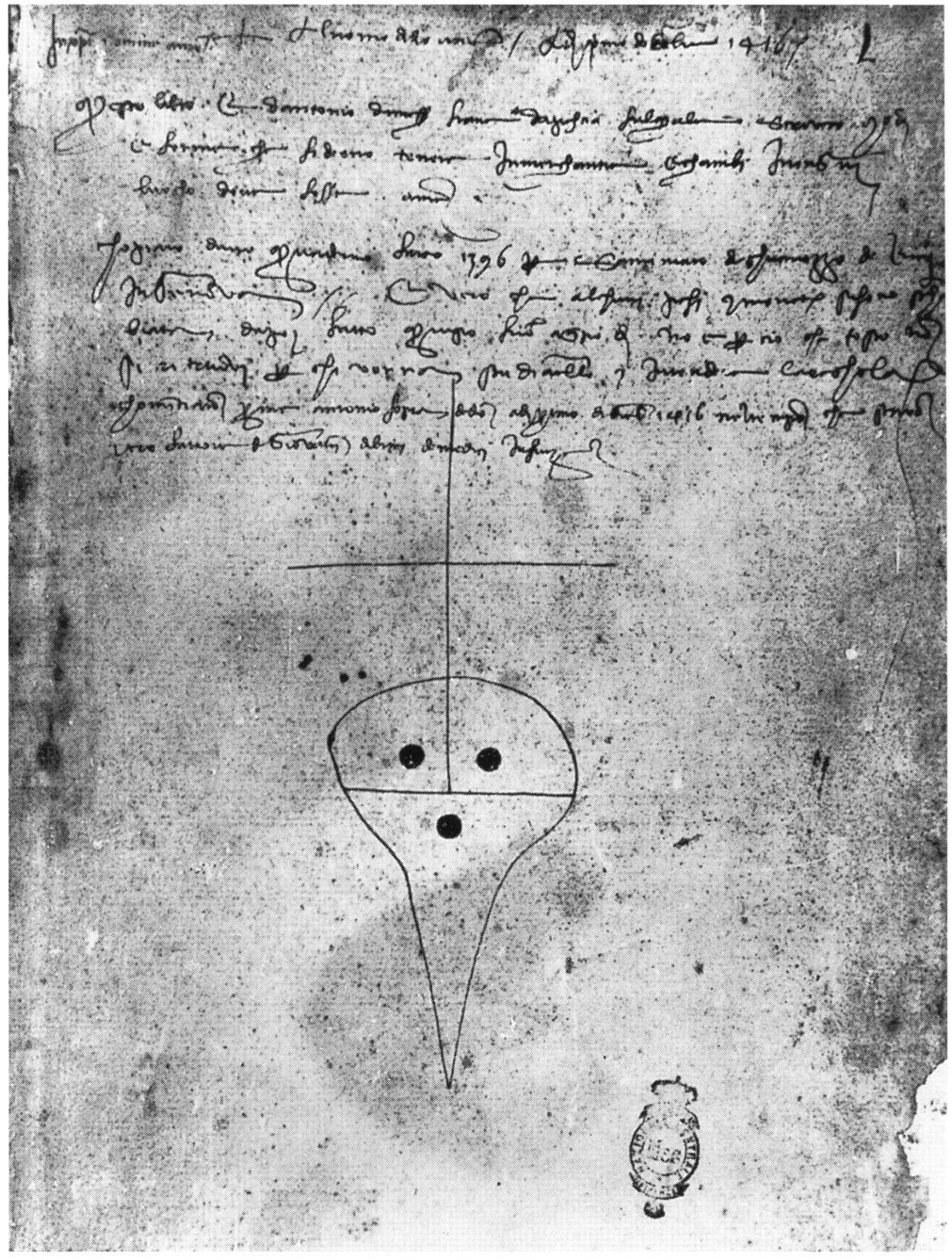
Biblioteca Nazionale Centrale di Firenze, Ms. Panciatichi 71, fol. 1r., XV secolo riportante il timbro usato dalla Banca Medici per l'autenticazione dei documenti finanziari e commerciali

Sotto la sua direzione il Banco dei Medici, che gestì da 1420 al 1464, divenne uno dei pilastri della finanza italiana ed europea, tanto che Cosimo riuscì a raddoppiare, al momento della sua morte, il patrimonio paterno. Fondato nel 1397 dal padre Giovanni, questi lasciò la sua gestione ai figli Cosimo e Lorenzo a partire dal 1420, quando il Banco era diventato il principale finanziatore del papato con filiali a Roma, a Firenze e a Venezia. Nel corso dei decenni successivi Cosimo, che era il più dotato dei due fratelli nella gestione degli affari, estese l'influenza anche nel resto d'Europa: nel 1439 aprì una filiale nella città fiamminga di Bruges, centro importantissimo per il commercio internazionale; nel 1446, invece, Cosimo estese la sua rete anche a Londra. Dopo la morte del fratello Lorenzo nel 1440, Cosimo viene affiancato nella gestione del patrimonio finanziario mediceo da Giovanni Benci, insieme con il quale estende ulteriormente l'influenza del banco mediceo: nel catasto del 1457, si sono aggiunte le filiali di Milano (aperta nel 1452 e retta da Pigello Portinari, divenuto l'uomo di fiducia dell'amico e alleato di Cosimo, il duca Francesco Sforza), Ginevra e Avignone, oltre al banco minore di Ancona aperto già nel 1441. Grazie a questi dati, si può comprendere il successo di Cosimo in politica estera, il favore dei sovrani nei suoi confronti al momento del primo esilio e la grande reputazione di cui lui godeva. Inoltre, grazie alla sua immensa fortuna, Cosimo influì nella politica interna anche di Paesi stranieri e molto più potenti militarmente, quali il Regno d'Inghilterra: Edoardo IV, esponente della Casa di York in lotta con quella dei Lancaster nella guerra delle due rose (1455-1485), riuscì a mantenere l'esercito grazie ai numerosi sussidi finanziari che Cosimo gli passava. Nel patrimonio personale del Medici figuravano inoltre numerose botteghe artigiane in città, ereditate dal padre o da lui comprate. Nel catasto del 1427, per esempio, Cosimo possedeva due lanifici (cui nel 1433 si aggiunse un setificio) che, benché non rendessero quanto i suoi cambi, davano comunque lavoro a parecchi operai e stimolavano il commercio cittadino, oltre a consolidare la posizione medicea presso gli strati popolari.

## Giudizio storiografico

### Giudizi di Guicciardini e di Machiavelli

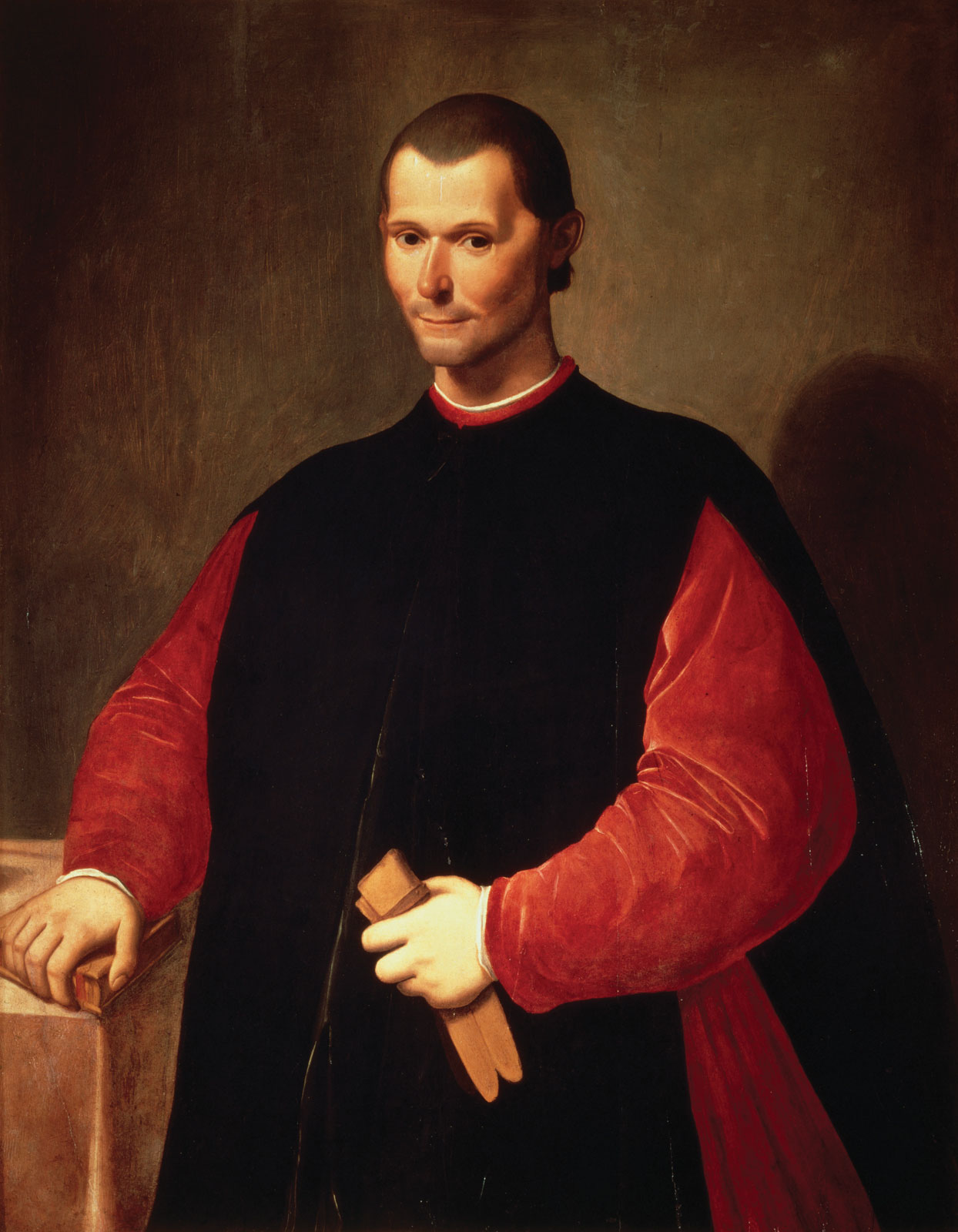
Santi di Tito, Niccolò Machiavelli, olio su tela, seconda metà del XVI secolo, Palazzo Vecchio, Firenze

Nonostante avesse oppresso de facto ogni iniziativa politica diversa da quella impostata dalla fazione medicea, Cosimo gettò le basi della fortuna non soltanto della famiglia (continuate poi dal figlio Piero e dal nipote Lorenzo), ma anche di Firenze e, per questi due aspetti, meritandosi presso gli scrittori a lui contemporanei, un atteggiamento ondivago. La chiave del successo di Cosimo fu, di fatto, la moderazione: in una città come Firenze, ostile a ogni tipo di dittatura, egli lasciò una parvenza di libertà, non ergendosi esplicitamente mai al di sopra degli altri uomini politici, ma comportandosi sempre come un modesto cittadino. Francesco Guicciardini, nelle sue Storie fiorentine, tratteggiò così la figura del Medici:
(Guicciardini, p. 93)
Inoltre, tratteggiando la figura dell'altrettanto celebre nipote, Lorenzo il Magnifico, Guicciardini, benché apprezzasse di entrambi le qualità politiche e umane, riconobbe la palma della grandezza a Cosimo: a differenza del nipote, infatti, Cosimo fu un abile finanziere, un magnifico promotore del mecenatismo pubblico (al contrario di Lorenzo che si concentrò principalmente nell'edilizia privata); al contrario, Lorenzo fu indiscutibilmente più versato nelle lettere e nelle arti del nonno Cosimo. Niccolò Machiavelli, nelle Istorie fiorentine, fu più esaustivo del suo contemporaneo Guicciardini, elencando tutti i meriti e le opere buone compiute dal Medici:
(Machiavelli, Istorie fiorentine, VII, 6)

### Storiografia moderna e contemporanea
Il giudizio altalenante su Cosimo de' Medici continuò fino in piena età moderna. Più volte descritto come il Signore di Firenze già dal nipote Lorenzo, Cosimo fu in realtà «un uomo assolutamente convinto di avere i requisiti migliori per servire la sua patria come cittadino di primo piano, patrocinatore e protettore».
Osannato dai Medici quando, con Cosimo I (1537-1574), diventarono prima Duchi di Firenze e poi Granduchi di Toscana nel 1569, la storiografia tardo-settecentesca (scomparsa la dinastia medicea nel 1737 con la morte di Gian Gastone) e quella successiva si divisero tra chi considerava Cosimo «un tiranno cinico, egoista e borghese» come lo svizzero Simonde de Sismondi e chi, come gli storici George Frederick Young, John Rigby Hale, Tim Parks e altri, vi hanno visto un governo illuminato e saggio, nonostante la soppressione delle libertà repubblicane.

## Personalità

### Uomo politico

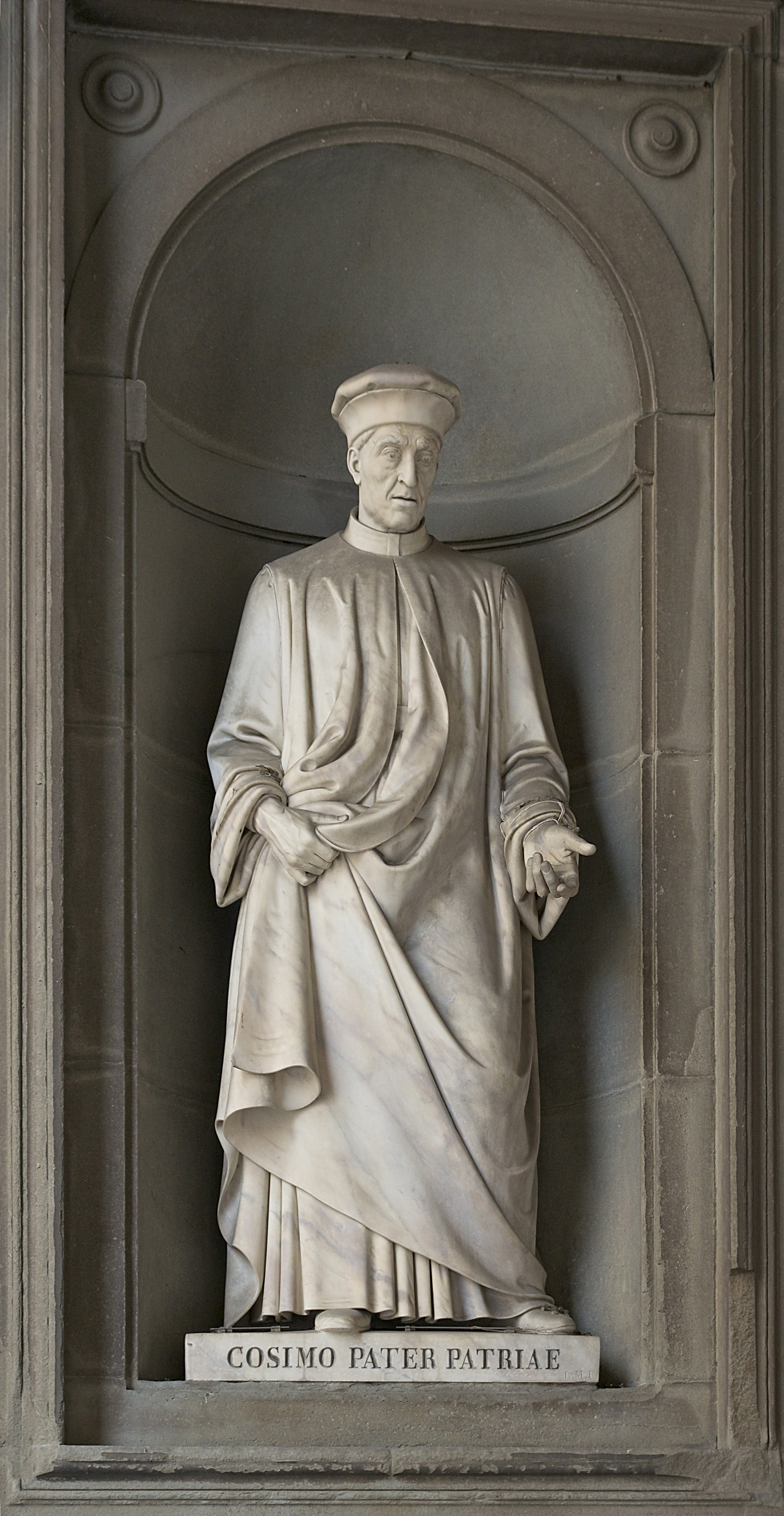
La statua di Cosimo de' Medici nel Loggiato del Palazzo degli Uffizi, Firenze

In base alle testimonianze dei suoi contemporanei, la figura di Cosimo de' Medici rispecchia quella di un ottimo politico, capace di mantenersi in equilibrio rispettando le libertà repubblicane e nel contempo mantenersi al potere lasciando a uomini di sua fiducia i posti chiave dell'amministrazione della Repubblica. Guicciardini parla di «prudenzia» quale termine chiave della psicologia del Medici, e lo stesso concetto è accolto da Hale. Lo stesso Vespasiano da Bisticci, suo bibliotecario e amico, si sofferma sulla prudenza quale caratteristica principale dell'animo di Cosimo:
(Vespasiano da Bisticci, p. 261)
Di natura cordiale, amichevole e sincera, Cosimo era capace nel contempo anche di estrema severità nella gestione dello Stato. Secondo la testimonianza di Machiavelli, Cosimo, a chi gli rimproverava la cacciata degli Albizzi e dei loro simpatizzanti, rispose con la celebre frase:
(Machiavelli, Istorie fiorentine, VII, 6)
Tale atteggiamento si può riscontrare, nel caso specifico, nei confronti dell'umanista Francesco Filelfo. A causa dei dissidi per la sua politica culturale antitetica a quella imposta da Cosimo, Filelfo fu oggetto di un attentato il 18 maggio 1433 da parte di tal Filippo Casali, ma l'umanista pensò che dietro il mandante ci fosse la longa manus del Medici.

### Vita privata

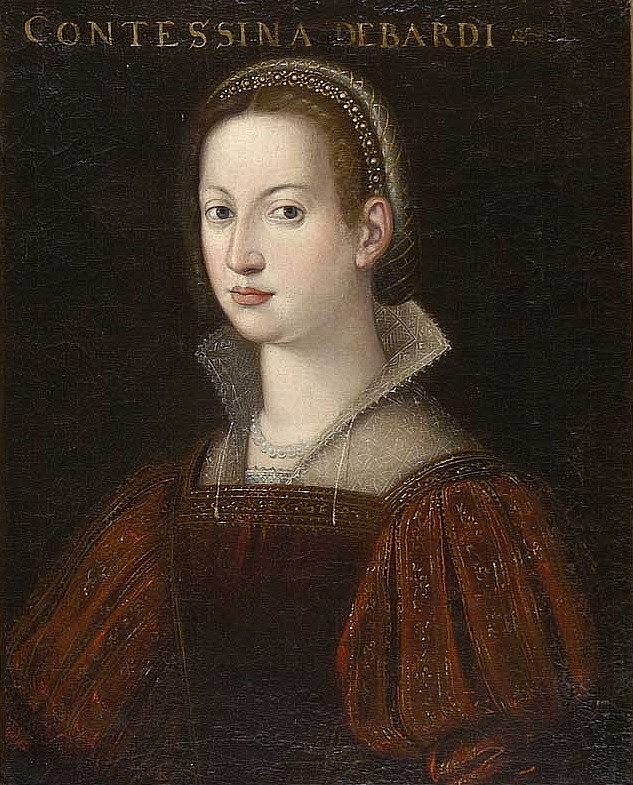
Cristofano dell'Altissimo, Ritratto postumo di Contessina de' Bardi, olio su tela, 1570-80 circa, Galleria Palatina, Firenze. Il matrimonio tra Cosimo e Contessina fu dettato dalla necessità di ricevere quel prestigio perché i Medici acquisissero influenza nella vita politica cittadina.

Della vita privata di Cosimo, molte informazioni ci provengono da Vespasiano da Bisticci, il quale ci informa di parecchi aneddoti riguardanti il suo patrono: la grandissima memoria, la passione per l'agricoltura che dimostrò nella cura dell'orto del Convento di San Marco, la liberalità verso gli uomini di cultura e gli artisti, coi quali non si limitava al semplice patronato. Vespasiano, all'inizio della voce biografica dedicata al Medici, ricorda infatti:
(Vespasiano da Bisticci, pp. 246-247)
Nei rapporti coi propri familiari, Cosimo mantenne, in linee generali, ottimi rapporti sia con la moglie Contessina, sia con i due figli Giovanni e Piero. Della moglie di Cosimo, si ricorda che «Contessina de' Bardi è un'ottima moglie, tutta dedita alla cura della casa e dei due figli», e questa visione emerge anche dalle trentacinque lettere conservate nell'Archivio Medici avanti il Principato.
Unico neo nella sua vita coniugale fu un'avventura extraconiugale con una giovane schiava circassa di nome Maddalena comprata a Venezia e da cui ebbe un figlio naturale, Carlo (1428/1430 circa-1492), ecclesiastico di notevole importanza e futuro canonico del Duomo di Prato. Nonostante la sua condizione di figlio naturale, Carlo fu accolto da Contessina come figlio suo, ed educato insieme ai suoi fratellastri.

## Discendenza
Cosimo si sposò nel 1415 con Contessina de' Bardi, figlia di Giovanni Conte di Vernio e di Emilia Pannocchieschi dei Conti di Elci. Dal matrimonio nacquero: 
- Piero, detto il Gottoso (*1416 †1469), sposo di Lucrezia Tornabuoni e padre di Lorenzo e di Giuliano de' Medici ;
- Giovanni (*1421 †1463), sposo di Ginevra degli Alessandri, da cui non ebbe discendenza.

Cosimo ebbe inoltre il già ricordato figlio naturale Carlo, avuto tra il 1428 e il 1430.

## Ascendenza
|                     |  |                 | Genitori |  |  | Nonni |  |  | Bisnonni                |  |  | Trisnonni |  |
|                     |  |                 |          |  |  |       |  |  | Salvestro "Chiarissimo" |  |  | Averardo  |  |
|                     |  |                 |          |  |  |       |  |  | Salvestro "Chiarissimo" |  |  | Averardo  |  |
|                     |  |                 |          |  |  |       |  |  | Salvestro "Chiarissimo" |  |  |           |  |
| Averardo            |  |                 |          |  |  |       |  |  | Salvestro "Chiarissimo" |  |  |           |  |
|                     |  | Lisa Donati     |          |  |  |       |  |  |                         |  |  |           |  |
|                     |  |                 |          |  |  |       |  |  |                         |  |  |           |  |
|                     |  |                 |          |  |  |       |  |  |                         |  |  |           |  |
| Giovanni di Bicci   |  |                 |          |  |  |       |  |  |                         |  |  |           |  |
|                     |  | Francesco Spini |          |  |  |       |  |  |                         |  |  |           |  |
|                     |  |                 |          |  |  |       |  |  |                         |  |  |           |  |
|                     |  |                 |          |  |  |       |  |  |                         |  |  |           |  |
| Giacoma degli Spini |  |                 |          |  |  |       |  |  |                         |  |  |           |  |
|                     |  |                 |          |  |  |       |  |  |                         |  |  |           |  |
|                     |  |                 |          |  |  |       |  |  |                         |  |  |           |  |
|                     |  |                 |          |  |  |       |  |  |                         |  |  |           |  |
| Cosimo de' Medici   |  |                 |          |  |  |       |  |  |                         |  |  |           |  |
|                     |  |                 |          |  |  |       |  |  |                         |  |  |           |  |
|                     |  |                 |          |  |  |       |  |  |                         |  |  |           |  |
|                     |  |                 |          |  |  |       |  |  |                         |  |  |           |  |
| Edoardo Bueri       |  |                 |          |  |  |       |  |  |                         |  |  |           |  |
|                     |  |                 |          |  |  |       |  |  |                         |  |  |           |  |
|                     |  |                 |          |  |  |       |  |  |                         |  |  |           |  |
|                     |  |                 |          |  |  |       |  |  |                         |  |  |           |  |
| Piccarda Bueri      |  |                 |          |  |  |       |  |  |                         |  |  |           |  |
|                     |  |                 |          |  |  |       |  |  |                         |  |  |           |  |
|                     |  |                 |          |  |  |       |  |  |                         |  |  |           |  |
|                     |  |                 |          |  |  |       |  |  |                         |  |  |           |  |
|                     |  |                 |          |  |  |       |  |  |                         |  |  |           |  |
|                     |  |                 |          |  |  |       |  |  |                         |  |  |           |  |
|                     |  |                 |          |  |  |       |  |  |                         |  |  |           |  |
|                     |  |                 |          |  |  |       |  |  |                         |  |  |           |  |
|                     |  |                 |          |  |  |       |  |  |                         |  |  |           |  |

## Cultura di massa
La figura di Cosimo è centrale nella serie televisiva I Medici (2016-2019), dove è interpretato da Richard Madden. È presente anche nel romanzo Una dinastia al potere (2016) e primo della tetralogia dedicata ai Medici scritta dall'autore italiano Matteo Strukul.

### Esplicative
1. ↑  In Machiavelli, Istorie fiorentine, IV, 16 si viene a sapere che Giovanni de' Medici in punto di morte (avvenuta nel 1429, all'età di sessantanove anni) ricordò a Cosimo e a Lorenzo di praticare sempre la giustizia e la virtù, sia in ambito privato sia politico, mirando non a togliere, ma a dare alla comunità.
2. ↑  Alla morte del padre Giovanni, Cosimo era l'uomo più ricco della città. Nonostante la ricchezza, per non attirarsi le invidie delle altre famiglie fiorentine, Cosimo non ostentò mai questa fortuna. A dimostrazione di questa linea diplomatico-culturale, Cosimo affidò all'architetto Michelozzo l'edificazione di un modesto Palazzo in Via Larga, l'attuale Palazzo Medici Riccardi (cfr. Cesati, p. 23).
3. ↑  Hale, p. 23 ricorda infatti che Cosimo, grazie alla sua attività di banchiere, fosse riuscito a stringere numerose amicizie a Ferrara e a Venezia, città che si offrirono di aiutarlo nel momento del bisogno. Inoltre, lo stesso Eugenio IV fece sapere che la Chiesa non avrebbe accettato che Cosimo, capo del banco mediceo che era la principale fonte finanziaria della Santa Sede, fosse condannato a morte, come ricordato da Parks, p. 86.
4. ↑  Per la figura e l'ascesa politica di Cosimo, si veda: Kent, DBI. Riguardo al metodo di governo dei Medici tra il 1434 e il 1494, interessante è il saggio di Rubinstein, che mette in luce in ambito estero il termine di "criptosignoria". Nella storiografia italiana, fondamentali gli studi di Tabacco 1974, pp. 352-357, Sestan 1979, pp. 58-59 e Ascheri 1994, pp. 290-291, che mettono in evidenza l'assoggettamento, da parte di alcuni signori, delle forme comunali, mantenendone le apparenze democratiche.
5. ↑  Parks, p. 130 ricorda la creazione di una filiale del Banco a Milano col fine di aiutare Francesco Sforza nella gestione del potere. Nel quadro del rovesciamento delle alleanze, infatti, lo Sforza e il Ducato di Milano erano geograficamente più vicini rispetto a Venezia, cosa per cui poteva risultare più conveniente stabilire buoni rapporti con Milano piuttosto che con la città lagunare, anche perché la guerra continua con uno Stato così potente era deleteria per l'erario fiorentino (Young, p. 82; p. 84).
6. ↑  Hale, p. 54. Gli anni '50. a causa del conflitto, di un'epidemia di peste nel 1448 e un terremoto del 1453, aveva ridotto al lastrico l'economia fiorentina. A causa di queste difficoltà, i nemici di Cosimo cercarono di riportare le votazioni al ballottaggio e non col sistema mediceo degli accoppiatori. La congiura prima e il fallito golpe costituzionale poi permisero a Cosimo di rafforzare ulteriormente la sua posizione in città (cfr. Parks, pp. 128-129).
7. ↑  Il numero, riportato da Vespasiano da Bisticci, p. 255, è assai ragguardevole per l'epoca, in quanto l'invenzione della stampa a caratteri mobili da parte del tedesco Gutenberg avverrà poco meno di dieci anni dopo, nel 1450 circa.
8. ↑  Anche se, come ricorda Young, p. 113, il Palazzo era considerato troppo sontuoso per un semplice cittadino, visto che superava in splendore le regge degli stessi re di Francia e d'Inghilterra, oltreché dell'imperatore di Germania.
9. ↑  L'Alberti era fortemente critico verso il monolinguismo della cultura umanistica fiorentina che, con l'avvento di Cosimo nel 1434, era diventata l'espressione del rinnovamento culturale mediceo. Perciò fu costretto ad allontanarsi da Firenze per prendere la strada ecclesiastica. Si veda Cappelli, pp. 309-310.
10. ↑  Sempre secondo la testimonianza di Vespasiano da Bisticci, p. 263, Cosimo fu «liberalissimo, e massime con tutti gli uomini che conosceva che avessino qualche virtù». Sempre in Vespasiano da Bisticci, pp. 261-262 sono riportati casi di persone che, lamentandosi di Cosimo, egli le fece chiamare per dimostrare l'infondatezza delle loro accuse, ricordando molto l'atteggiamento mostrato da Traiano nei confronti di semplici cittadini.

### Bibliografiche
1. ↑   Lo stemma dei Medici: le “palle” che cambiano di numero, su curiositasufirenze.wordpress.com. URL consultato il 18 novembre 2016.
2. ↑   Lo stemma Medici, su www.palazzo-medici.it. URL consultato il 18 novembre 2016 (archiviato dall'url originale il 19 novembre 2016).
3. ↑  Titolo onorifico post mortem.
4. 1 2 3 4 5 6 7 8 9 10 11 12 13 14 15  Kent.
5. ↑  Vespasiano da Bisticci, p. 246.
6. ↑  Young, p. 57.
7. ↑  Hale, p. 12.
8. ↑  Hale, pp. 10-11.
9. 1 2 3 4 5 6 7  Cosimo il Vecchio.
10. ↑  Kent:
«gli uffici del banco lo seguirono nel 1414 al concilio di Costanza, al quale si ritiene che il M. abbia partecipato accompagnato da Poggio Bracciolini e da Leonardo Bruni.»
11. ↑  Young, p. 56.
12. ↑  Vernon, p. 30 e Vespasiano da Bisticci, p. 247.
13. ↑  Come delinea Vannucci, pp. 10-11, il matrimonio tra Cosimo e Contessina fu felice e ben impostato su d'un'"armonia complementaria". La moglie di Cosimo, infatti, oltre a gestire la casa e a curare i figli, aiutò il marito a gestire i traffici commerciali dell'ormai influente banco mediceo, che aveva ramificazioni in tutta Europa.
14. 1 2  Giovanni de' Medici.
15. 1 2  Young, p. 43 e Kent.
16. ↑  Bianca
«Avendo come principale obiettivo la ricostituzione dello Stato pontificio, M. procedette a riconoscere situazioni già esistenti, tentando tuttavia di ribadire l'autorità pontificia e al tempo stesso di regolare la riscossione dei censi: proprio da Mantova, ad esempio, confermò i privilegi a Terracina (7 novembre 1418), conferì per un triennio il vicariato di Imola a Ludovico Alidosi (13 novembre), quello di Forlì a Giorgio Ordelaffi (29 novembre); ridusse a tre anni il vicariato a Malatesta Malatesta, che invece Gregorio XII aveva concesso senza limiti temporali (29 gennaio 1419); nel gennaio 1419 nominò duca di Spoleto Guidantonio da Montefeltro, con il quale avrebbe mantenuto stretti rapporti tanto da concedergli in moglie nel 1424 la nipote Caterina Colonna.»
17. ↑  Kent
«Egli si era comunque ritirato dall’effettiva direzione del banco nel 1420 lasciando il suo posto ai figli, il M. [Cosimo] e Lorenzo.»
18. ↑  Hale, p. 21.
19. ↑  Hale, p. 20.
20. ↑  Walter.
21. 1 2  Cesati, p. 23.
22. ↑  Per l'inquadramento storico generale, si veda Bosisio, p. 269.
23. ↑  Parks, p. 79.
24. ↑  Machiavelli, Istorie fiorentine, IV, 27.
25. ↑  Machiavelli, Istorie fiorentine, IV, 28: 
«[…]; ma seguita la pace [con Lucca], e con quella la morte di Niccolò da Uzano, rimase la città sanza guerra e sanza freno. Donde che sanza alcuno rispetto crebbono i malvagi umori; e messer Rinaldo, parendogli essere rimasto solo principe della Parte [de' nobili], non cessava di pregare e infestare tutti i cittadini i quali credeva potessero essere gonfalonieri, che si armassero a liberare la patria di quello uomo [cioè Cosimo] che di necessità, per la malignità di pochi e per la ignoranza di molti, la conduceva in servitù.»
26. ↑  Montanelli-Gervaso, p. 205.
27. ↑  Machiavelli, Istorie fiorentine, IV, 29.
28. ↑  Cesati, p. 24 e Parks, p. 88.
29. ↑  Cesati, p. 24.
30. ↑  Hale, p. 24. Più dettagliato il rapporto esposto da Kent:

«Inoltre, la presenza internazionale del banco dei Medici e il suo legame con il Papato accrebbero molto l’influenza personale del M[edici] presso principi italiani ed europei, compresi i re di Francia e Inghilterra e l’imperatore, che disapprovarono l’azione fiorentina contro i Medici.»
31. ↑  Kent:
«La lealtà dei sostenitori dei Medici rimasti a Firenze e la pressione sul governo cittadino da parte dei loro amici all’estero furono importanti per il mantenimento dell’influenza del M[edici] e per prepararne il rimpatrio.»
32. ↑  Young, p. 63.
33. ↑  Hale, p. 24.
34. ↑  Rinaldo morirà ad Ancona nel 1442.
35. ↑  Esattamente, come si deduce da Kent, nel gennaio-febbraio 1435 e nel gennaio-febbraio 1439.
36. ↑  Vespasiano da Bisticci, p. 250:

«...e bisognò a Cosimo durare gran fatica a mantenersegli [i sostenitori della balìa che lo fecero rientrare dall'esilio], e temporeggiare con loro; sempre dimostrare volere ch'eglino vi potessino quanto lui; e andò, cuoprendo questa sua autorità quanto eli poté nella città, e fece ogni cosa per non si scuoprire.»
37. ↑  Lo stesso Kent, senza pur nominare Augusto, si rifà al modello del princeps nella Roma repubblicana:

«Ma soprattutto la posizione del M[edici] a Firenze dipendeva, come quella dei principes civitatis della Roma repubblicana, da quella indefinibile qualità alla quale Vespasiano da Bisticci si riferiva come "autorità".»
38. ↑  Parks, p. 126.
39. ↑  Qualche decennio dopo questa frase fu commentata da Girolamo Savonarola in una delle sue prediche: «E se avete udito dire che "gli stati non si governano coi paternostri", rammentatevi che questa è la regola dei tiranni, la regola dei nemici di Dio e del ben comune, la regola per opprimere, e non per sollevare e liberare la città.»
40. ↑  Montanelli-Gervaso, p. 205.
41. ↑  Kent:
«Le elezioni ai pubblici uffici furono controllate da Balie dominate da amici dei Medici, i quali acquisirono poteri straordinari: designavano accoppiatori di loro fiducia per riempire le Borse elettorali con i nomi dei sostenitori del Medici.»
42. ↑  Hale, p. 34.
43. ↑  Parks, p. 93 ricorda che «il capo degli operai di una bottega della lana dei Medici alla fine era diventato gonfaloniere di giustizia».
44. ↑  Bosisio, pp. 362-363; Machiavelli, Istorie fiorentine, V, 10.
45. ↑  Bosisio, p. 363. La somma di 25 000 fiorini si può stimare equivalente a circa 2 800 000 euro e 5 000 000 000 di lire italiane in uso fino al 2002.
46. ↑  Pizzagalli, p. 33 e Young, p. 68.
47. ↑  Kent:
«Nella sua voluminosa corrispondenza, sia ufficiale sia privata, il M[edici] dimostra un notevole interesse e una notevole competenza nella strategia militare. Definito «un condottiere d'huomini» (De Roover, 1953, p. 472), il M[edici] fu ammiratore dei più esperti capitani di ventura del suo tempo, che furono impiegati dal Comune fiorentino durante la guerra contro Lucca, tra il 1429 e il 1433. Strinse amicizia con Niccolò Mauruzzi da Tolentino, Micheletto Attendolo e, più tardi, con Francesco Sforza. Un componimento poetico pubblicato da Lanza e attribuito al M[edici] è indirizzato a Francesco Sforza e vi si esprime l'ammirazione per il condottiero secondo i principî che per il M[edici] erano necessari nella politica, nella vita e nell'arte.»
48. ↑  Menniti Ippolito:
«Le motivazioni dello scontro erano molteplici: alle contese territoriali tra Milano e Venezia, si aggiungevano i contrasti tra Firenze e Venezia in materia di presenza di mercanti toscani nei mercati orientali...»
49. ↑  Bosisio, p. 364. Dello stesso parere anche Guicciardini, p. 85.
50. 1 2 3 4  Bosisio, p. 364.
51. ↑  Young, p. 84.
52. ↑  Machiavelli, Istorie fiorentine, VI, 26.
53. ↑  Cappelli, p. 119.
54. ↑  Hay:

«Gli effetti di tale espediente furono di breve durata, e l'incapacità del papa di controllare lo Sforza lo spinse a servirsi di Giovanni Maria Vitelleschi, che con estrema brutalità sottomise i Colonna e i loro alleati. Davanti a loro nel 1434 il papa era dovuto scappare da Roma in barca lungo il corso del Tevere fino al mare, dove aveva preso una galera per Pisa e di lì si era recato a Firenze.»
55. ↑  Hay:

«Frattanto i Greci, vale a dire l'imperatore Giovanni VIII Paleologo, il patriarca di Costantinopoli e circa ventidue vescovi, avevano dato inizio a Ferrara ai negoziati per la riunificazione proseguiti dopo il gennaio 1439 a Firenze, dove E[ugenio] aveva trasferito il concilio.»
56. ↑  Young, p. 72.
57. ↑  Cappelli, p. 117.
58. ↑  Young, p. 73.
59. ↑  Parks, p. 131.
60. ↑  Young, p. 53.
61. ↑  Cappelli, pp. 210-211.
62. ↑  Parks, p. 132.
63. ↑  Cesati, p. 27.
64. ↑  Young, p. 106. Si ricorda inoltre un aneddoto, riportato in Machiavelli, Istorie fiorentine, VII, 6, secondo cui Cosimo, subito dopo la morte del figlio Giovanni, si sarebbe fatto portare in lettiga per le varie stanze del Palazzo di Via Larga commentando: «Questa è troppa gran casa a sì poca famiglia».
65. 1 2  Cesati, p. 29.
66. ↑  Hake, p. 53.
67. ↑  Young, pp. 106-107.
68. ↑  L'intera vicenda del funerale e la dedicazione del titolo onorifico datogli post mortem è esposta in Young, p. 107.
69. ↑  Cesati, p. 26.
70. ↑  Parks, p. 109.
71. ↑  De Vecchi-Cerchiari, p. 136.
72. ↑  Young, p. 94.
73. ↑  Vespasiano da Bisticci, p. 252.
74. ↑  Parks, p. 108.
75. ↑  Vespasiano da Bisticci, pp. 252-253:
«Non avendo Cosimo tanti libri che bastassino a una sì degna libreria, come è detta nella Vita di Nicolao Nicoli, tutti gli esecutori del testamento furono contenti per adempire la voluntà del testatore, che fussino in Santo Marco, a comune utilità di quelli che n'avessino bisogno; e in ogni libro, per memoria di chi fuorono, vi è come erano stati della redità di Nicolao Nicoli.»
76. 1 2  De Vecchi-Cerchiari, p. 78.
77. ↑  Il contenuto della sezione è ricavabile dall'articolo sulla Badia Fiesolana.
78. ↑  Young, p. 80.
79. ↑  Biblioteca Medicea Laurenziana.
80. ↑  Vespasiano da Bisticci, pp. 255-256.
81. ↑  Vespasiano da Bisticci, p. 256.
82. ↑  Young, p. 77.
83. ↑  De Vecchi-Cerchiari, p. 128.
84. ↑  Cappelli, pp. 125-126.
85. ↑  Kent:
«L'interesse del M[edici] per le idee neoplatoniche si espresse con il patrocinio dell'attività di Marsilio Ficino, figlio del primo medico di famiglia dei Medici.»
86. ↑  Cfr. per le informazioni biografiche, la voce del DBI curata da Vasoli.
87. ↑  Vasoli:
«Si sa però che egli [Ficino] indicò proprio questi anni come il tempo della rinnovata Accademia platonica che si sarebbe formata a Careggi sotto la protezione di Cosimo.»
88. ↑  Garin, p. 94.
89. ↑  Ferroni, p. 36.
90. ↑  Per l'intera vicenda storico-filologica, si veda Kristeller, p. 238.
91. ↑  Young, p. 88.
92. ↑  Porisini, pp. 366-367.
93. 1 2  Porisini, p. 367.
94. ↑  Parks, p. 100.
95. ↑  Parks, p. 101.
96. ↑  Parks, pp. 149-150.
97. ↑  Young, p. 89.
98. ↑  Parks, p. 74.
99. ↑  Kent, non a caso, scrive, riguardo ai giudizi storiografici dei contemporanei, che:

«La fama del M[edici] presso gli scrittori contemporanei fu alterna: criticato per l'accentramento del potere nelle sue mani, fu però anche apprezzato per la sua saggezza e il suo equilibrio, nonché per il suo successo.»
100. ↑  Guicciardini, pp. 182-183.
101. ↑  Si ricordino gli affreschi di Giorgio Vasari, Storie di Cosimo il Vecchio, in Palazzo Vecchio commissionati su ordine di Cosimo I (cfr. Cosimo il Vecchio).
102. ↑  Young, p. 109.
103. ↑  Guicciardini, p. 93.
104. ↑  Hale, p. 46:
«Come uomo prudente, dignitoso, riservato e severo che aveva larghi interessi in gioco nell'ordine interno e nella prospettiva cittadina...»
105. ↑  Viti:

«Il 18 maggio 1433 [...] fu ferito al volto con un coltello da Filippo Casali, del contado di Imola, e la cicatrice gli sarebbe rimasta per sempre. Nel successivo processo lo stesso rettore dello Studio, Girolamo Broccardi - col quale il F[ilelfo] già in precedenza aveva avuto violenti scontri - si accusò come mandante, ma il clamore del fatto e il clima di generale conflittualità portarono a vedere, dietro il sicario, Cosimo de' Medici.»
106. ↑  Vespasiano da Bisticci, p. 258.
107. ↑  Vespasiano da Bisticci, p. 259.
108. ↑  Hale, p. 25.
109. ↑  Cesati, p. 97.
110. 1 2  Contessina de' Bardi.
111. ↑  Carlo di Cosimo.
112. ↑  Young, p. 25.
113. ↑  Young, p. 24.
114. ↑  Daniell.
115. ↑  Daniell, 2.
116. ↑  I Medici.
117. ↑   Matteo Strukul, I Medici. Una dinastia al potere, Newton Compton, 13 ottobre 2016,  p. 382, ISBN 978-8854194793.

### Romanzi
- Matteo Strukul, I Medici. Una dinastia al potere, Firenze, Newton Compton Editori, 2016,  p. 382, ISBN 978-8854194793.